# Governo Artur Bernardes
O governo Artur Bernardes iniciou-se em 15 de novembro de 1922, após a vitória do líder do Partido Republicano Mineiro (PRM) na eleição à presidência da República do Brasil. O governo durou até 15 de novembro de 1926, quando transmitiu o poder a Washington Luís. O presidente Artur Bernardes, representante da política do café com leite e dos últimos anos da Primeira República, governou quase continuamente sob estado de sítio, ancorado na classe política, oligarquias rurais e urbanas e altas patentes das Forças Armadas contra uma série de revoltas militares tenentistas.
Nas cidades, especialmente no Rio de Janeiro, o governo Bernardes foi impopular devido à inflação e à moeda depreciada pelos esquemas de valorização do café. A administração cortou despesas públicas, transformou o Banco do Brasil num banco emissor e buscou um empréstimo com banqueiros britânicos. As negociações foram infrutíferas, mas muitas das recomendações da missão de especialistas financeiros, liderada por Edwin Montagu, foram seguidas. Ao final de 1924 o governo expeliu os paulistas da direção da economia, abandonou o apoio federal à defesa do café e, através de uma política contracionista e recessiva, controlou o câmbio e a inflação às custas da produção industrial.
Nos estados apoiadores do candidato vencido, Nilo Peçanha, o governo federal apoiou a derrubada de partidos dominantes (intervenção federal no Rio de Janeiro e estado de sítio na Bahia) e intermediou conflitos armados (Revolução de 1923 no Rio Grande do Sul e expedições contra Horácio de Matos na Bahia). De julho de 1924 até o final do mandato, conspiradores no baixo oficialato militar tentaram derrubar o regime, que consideravam corrupto e atrasado. A campanha mais demorada, a Coluna Prestes, desacreditou o governo mas não conseguiu ameaçar a capital federal.
O poder foi conservado com medidas repressivas: a reorganização da polícia política da capital (a 4.ª Delegacia Auxiliar), bombardeio a São Paulo, censura à imprensa, fechamento de sindicatos, prisões em massa, tortura e desterro à colônia penal de Clevelândia. Com maioria no Congresso, o governo promulgou leis trabalhistas, introduziu o imposto de renda, instituiu o direito de resposta na imprensa e facilitou denúncias a jornalistas por calúnia e difamação, incluiu a educação moral e cívica nos currículos e revisou a Constituição de 1891 numa direção centralizadora. No exterior, as manobras para conseguir um assento permanente no Conselho Deliberativo da Liga das Nações culminaram na saída do Brasil da organização. A eleição de 1926 elegeu o paulista Washington Luiz.

## Contexto

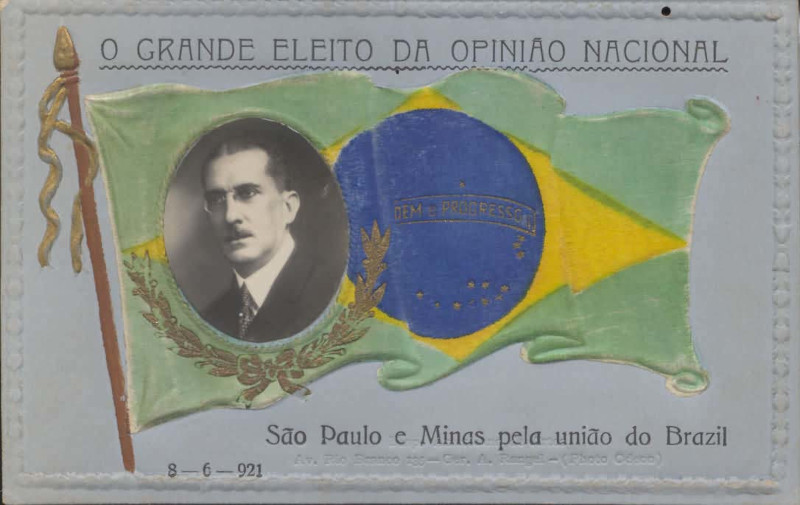
Cartão postal da candidatura Bernardes: "São Paulo e Minas pela união do Brasil"

A administração de Artur Bernardes, entre 15 de novembro de 1922 e 15 de novembro de 1926, ocorreu em plena crise da Primeira República Brasileira. Este foi um período de efervescência cultural e expansão das classes médias urbanas e operariado. O sistema político começava a demonstrar esgotamento, que culminaria na sua queda em 1930. O presidente anterior, Epitácio Pessoa (1919–1922), desgastou-se com os militares, a população urbana e as oligarquias mineira e paulista. A economia brasileira em 1922 estava em crescimento, mas sofria de uma inflação elevada, moeda depreciada, receita fiscal erodida e baixos preços internacionais do café, seu principal produto de exportação. Os credores estrangeiros tinham pouca disposição a fazer empréstimos, e o déficit só podia ser financiado pela emissão de moeda ou venda de títulos da dívida pública.

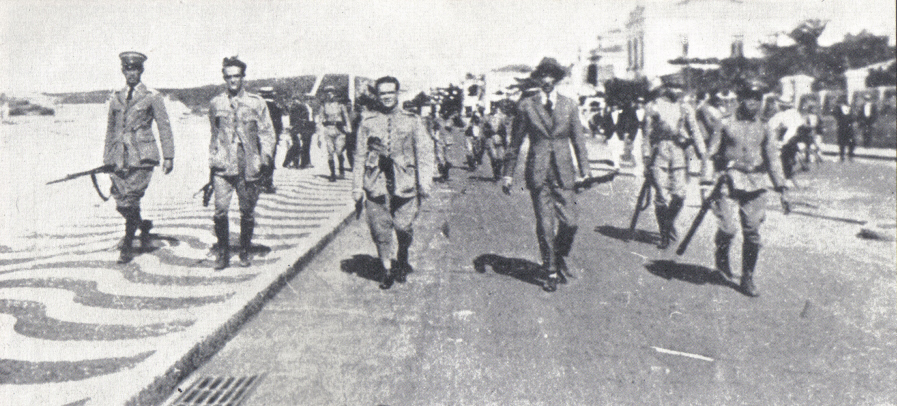
Os últimos rebeldes do Forte de Copacabana caminham para o combate em 6 de julho

Bernardes, líder do Partido Republicano Mineiro, foi o candidato do governo federal, Minas Gerais e São Paulo na eleição presidencial de 1922, escolhido à revelia de outros estados. Rio de Janeiro, Rio Grande do Sul, Pernambuco e Bahia lançaram as candidaturas oposicionistas de Nilo Peçanha (fluminense) a presidente e J. J. Seabra (baiano) a vice-presidente. A campanha foi violenta. O pleito foi um dos poucos competitivos da Primeira República e a oposição acusou os resultados de fraude. A Revolta dos 18 do Forte tentou impedir a posse e o governo declarou estado de sítio.
Na data da posse ainda vigorava o estado de sítio, e 118 militares revoltosos aguardavam julgamento na prisão. O país dividia-se entre vencedores e vencidos. O pacto entre as elites estava enfraquecido. O novo governo começava com inimigos nas oligarquias dissidentes, setores urbanos e militares. Os anos seguintes seriam instáveis e o presidente preferiu reprimir a conciliar, aprofundando as divergências. A historiografia normalmente considera Bernardes um governante revanchista e vingativo.
Em discurso no Senado, em 1929, Bernardes recapitulou as sucessões presidenciais de 1922 e 1926:

Não estará ainda na memória de todos o que foi a última campanha presidencial? Nela se afirmava que o candidato não seria eleito; eleito, não seria reconhecido; não tomaria posse; não transporia os umbrais do Palácio do Catete! Não ficaram, porém, aí as ameaças de meus adversários. Levaram-nas mais além — eu não atingiria o biênio de meu governo, não chegaria a depor nas mãos de meu sucessor o mandato que a Nação me confiara. No entanto, o candidato foi eleito, foi reconhecido, tomou posse, governou e entregou aos seus substitutos os destinos da Nação

## Programa de governo

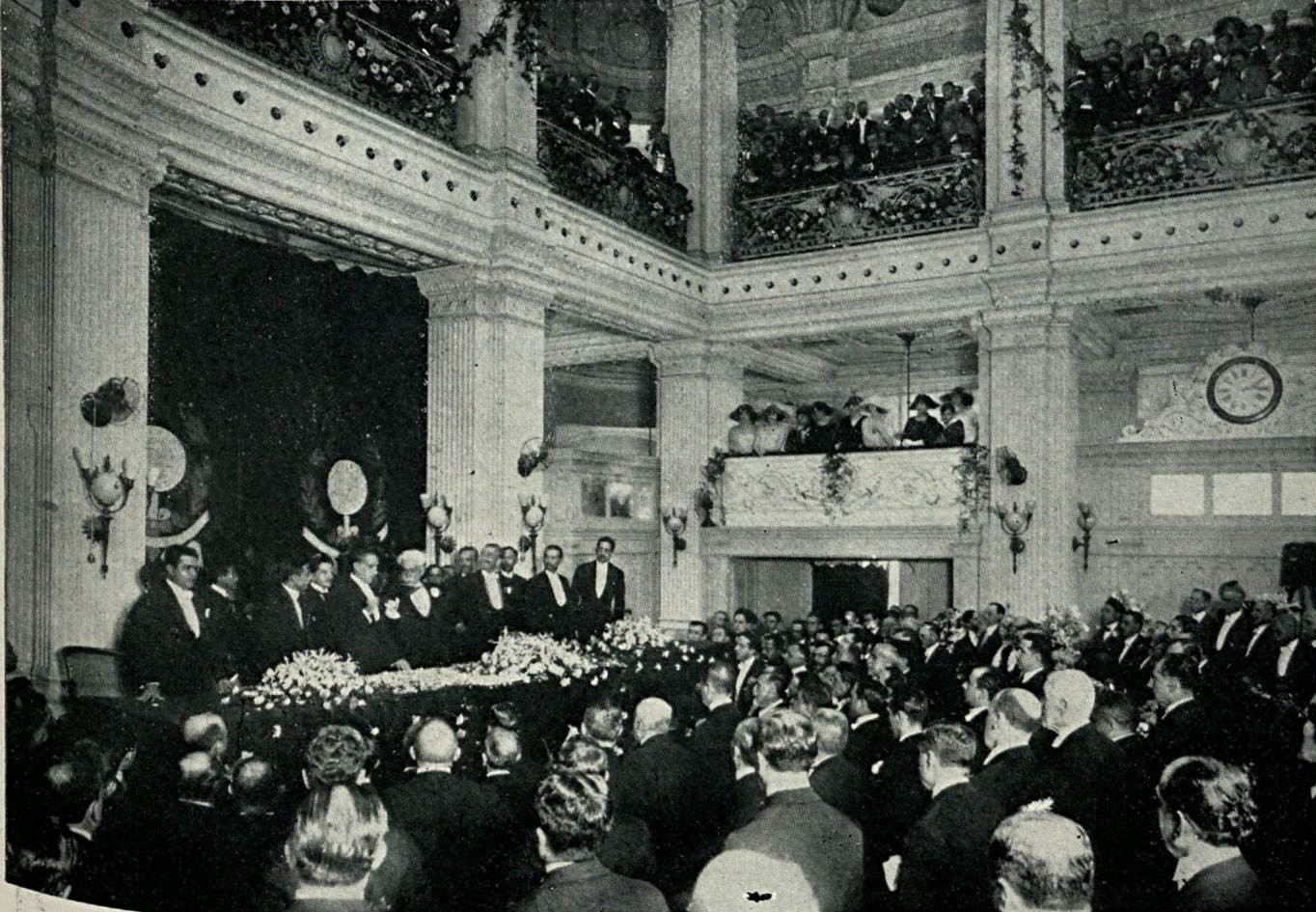
O novo presidente lê o compromisso constitucional perante o Congresso, em 15 de novembro

A plataforma da candidatura Bernardes concentrava-se nos problemas econômicos, com três metas: o equilíbrio orçamentário, valorização da moeda e criação de um banco central independente. Prometia-se reduzir o déficit público sem cortes de gastos, apenas apertando os sonegadores e os gastos não autorizados do Tesouro. O equilíbrio na balança comercial viria da defesa permanente do café, do incremento de outras exportações, como o algodão, e da substituição de importações, especialmente pelo desenvolvimento da produção carvoeira e da industrialização das jazidas de ferro de Minas Gerais. Um ponto adicional era sanar a imensa dívida do Tesouro Nacional com o Banco do Brasil.
Outras propostas não diferiam muito da plataforma de Nilo Peçanha. Ambos candidatos vagamente denunciavam a degeneração dos costumes republicanos e defendiam a reforma da Constituição e a ampliação da instrução pública e da assistência aos trabalhadores e desprivilegiados. Os fundamentos ideológicos de Bernardes eram o desenvolvimentismo mineiro ao estilo da administração de João Pinheiro (1906–1908), as críticas nacionalistas e autoritárias ao liberalismo, o Executivo forte e o Estado voluntarista e dirigista, almejando uma modernização conservadora.

## 1922

### Gabinete

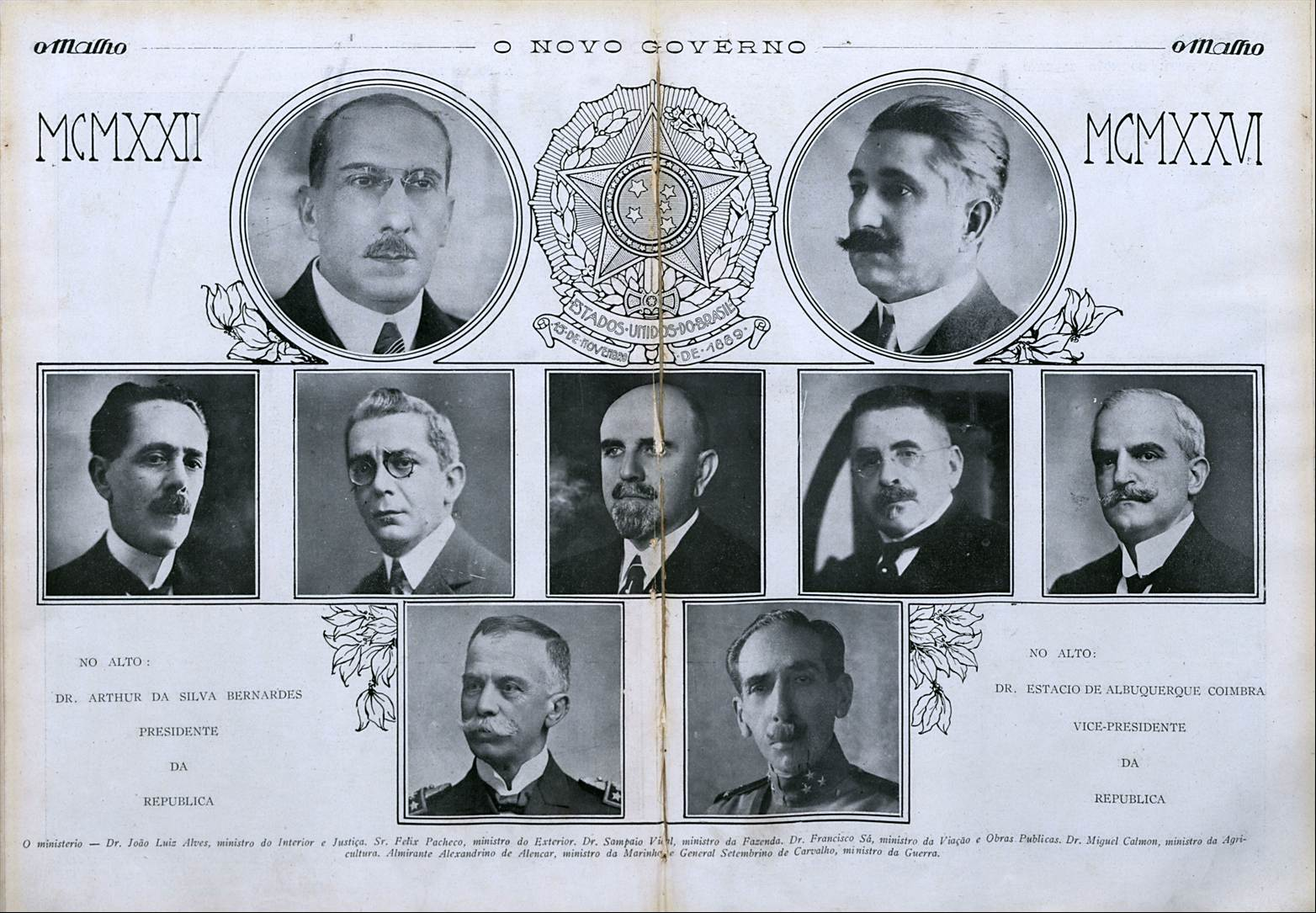
Retratos do presidente, vice-presidente e ministros de Estado

Os ministros de Estado foram escolhidos desde o começo de outubro e representaram um apoio quase total entre os políticos civis. O paulista Rafael de Abreu Sampaio Vidal ficou com o Ministério da Fazenda, assegurando o controle de seu estado sobre a política econômica — um típico acordo "café com leite". Mas a aliança mineiro-paulista guardava uma contradição: de um lado os plutocratas paulistas, menos ortodoxos, e do outro os políticos de carreira mineiros, que prezavam pelo equilíbrio fiscal. Sampaio Vidal era conhecido por sua proposta, quando deputado, de emitir notas sem lastro para financiar a defesa do café. Seu nome desagradava aos ortodoxos mineiros: Antônio Carlos Ribeiro de Andrada, líder da maioria na Câmara dos Deputados, Mário Brant e Afonso Pena Júnior.
A pasta do Interior ficou com o mineiro João Luís Alves, o Exterior, com o piauiense Félix Pacheco, a Viação e Obras Públicas, com o mineiro Francisco Sá, e a Agricultura, com o baiano Miguel Calmon. Nas pastas militares da Guerra e Marinha, os indicados foram o marechal Setembrino de Carvalho e o almirante Alexandrino de Alencar. Abandonou-se o experimento de Epitácio, primeiro chefe de Estado republicano a pôr as Forças Armadas sob ministros civis. A escolha do ministro da Guerra foi especialmente difícil, pois não eram muitos os oficiais ao mesmo tempo fiéis ao governo e respeitados entre os pares. O escolhido tinha habilidade política, conseguindo a proeza de usar o Exército como pilar de sustentação do governo.
As substituições nos anos seguintes foram de Sampaio Vidal por Aníbal Freire, em janeiro de 1925, e, no mês seguinte, João Luís Alves, nomeado ao STF, por Afonso Pena Júnior, mantendo a pasta do Interior em mãos mineiras. Em abril de 1926, o contra-almirante Arnaldo de Siqueira Pinto da Luz substituiu na Marinha o falecido Alexandrino de Alencar.

### Polícia política

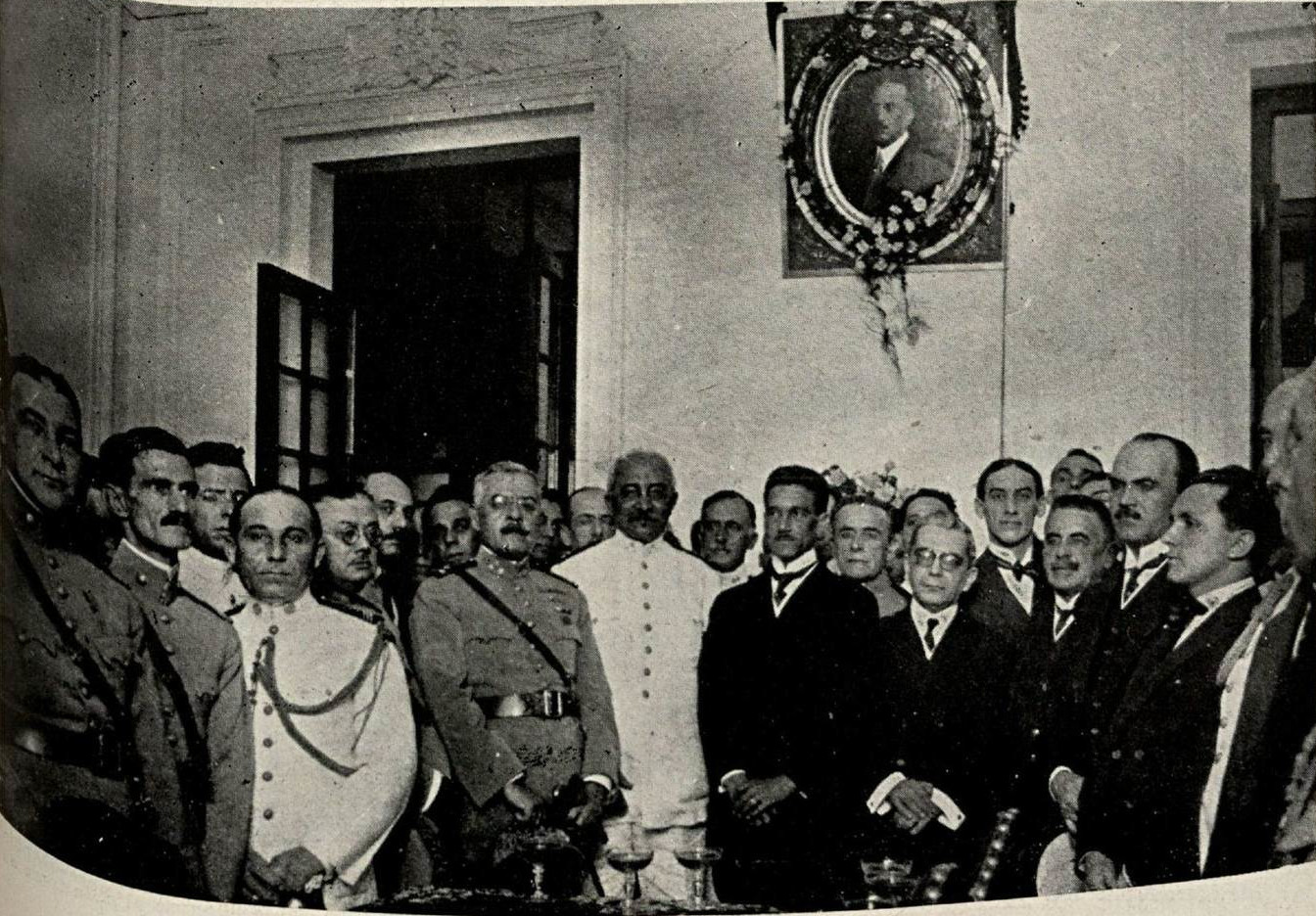
Inauguração do retrato presidencial no Prédio da Polícia Central, no Rio de Janeiro. Ao centro, de uniforme branco, o marechal Fontoura.

Dizia-se nos quartéis que os apoiadores do marechal Carneiro da Fontoura se revoltariam se ele não fosse escolhido ao ministério da Guerra. O marechal, que "prometia exterminar as conspirações", foi encaixado na Chefia de Polícia do Distrito Federal. Revoltosos e conspiradores poderiam esperar compreensão e tolerância de um bacharel em Direito, como todos os seus antecessores no cargo, mas não de Fontoura, "acostumado ao trato com os piores elementos da criminalidade carioca".
Sua nomeação foi acompanhada por um decreto de reorganização da polícia, apenas cinco dias após a posse. Entre outras medidas, a Inspetoria de Investigação e Segurança Política foi transformada na 4.ª Delegacia Auxiliar, que tinha várias seções com funções de polícia política e foi antecessora do Departamento de Ordem Política e Social (DOPS) carioca. Seus agentes vigiavam suspeitos, investigavam conspirações e monitoravam centros associativos, logradouros, fábricas, o movimento da hotelaria e o embarque e desembarque de passageiros, por vezes recorrendo a escutas telefônicas,  agentes infiltrados e delatores. O 4.° delegado era o major Carlos Reis, "indivíduo de sangue frio e politicamente habilidoso". Ele e Fontoura, apelidados de "General Escuridão" e "Major Metralha" pelos inimigos, foram as principais figuras da repressão no Distrito Federal.
O estado de sítio, que expirava em 31 de dezembro, foi sucessivamente prorrogado até abril e depois até 31 dezembro de 1923, com apenas alguns votos contrários no Congresso. Essa medida suspendia as garantias constitucionais por tempo determinado, legitimando prisões sem julgamento e fortalecendo a polícia em relação ao Judiciário. Grande parte da imprensa foi censurada. Pelo entendimento predominante no Congresso e STF, o estado de sítio era o meio-termo entre o de guerra e o de plena paz e poderia ser empregado preventivamente por qualquer governo que se sentisse ameaçado de derrubada.
Após o final do governo Bernardes e do estado de sítio, a imprensa publicou denúncias contra seu aparato repressivo. O jornal O Combate, de São Paulo, mencionou os "novos ricos do bernardismo", os chefes da polícia política enriquecidos por meios ilícitos. O Globo acusou o grupo palaciano de ter usado a censura em prol de seus interesses particulares, como a proibição a relatar as cotações do açúcar no mercado internacional, protegendo negócios de amigos do presidente.

### Imposto de renda

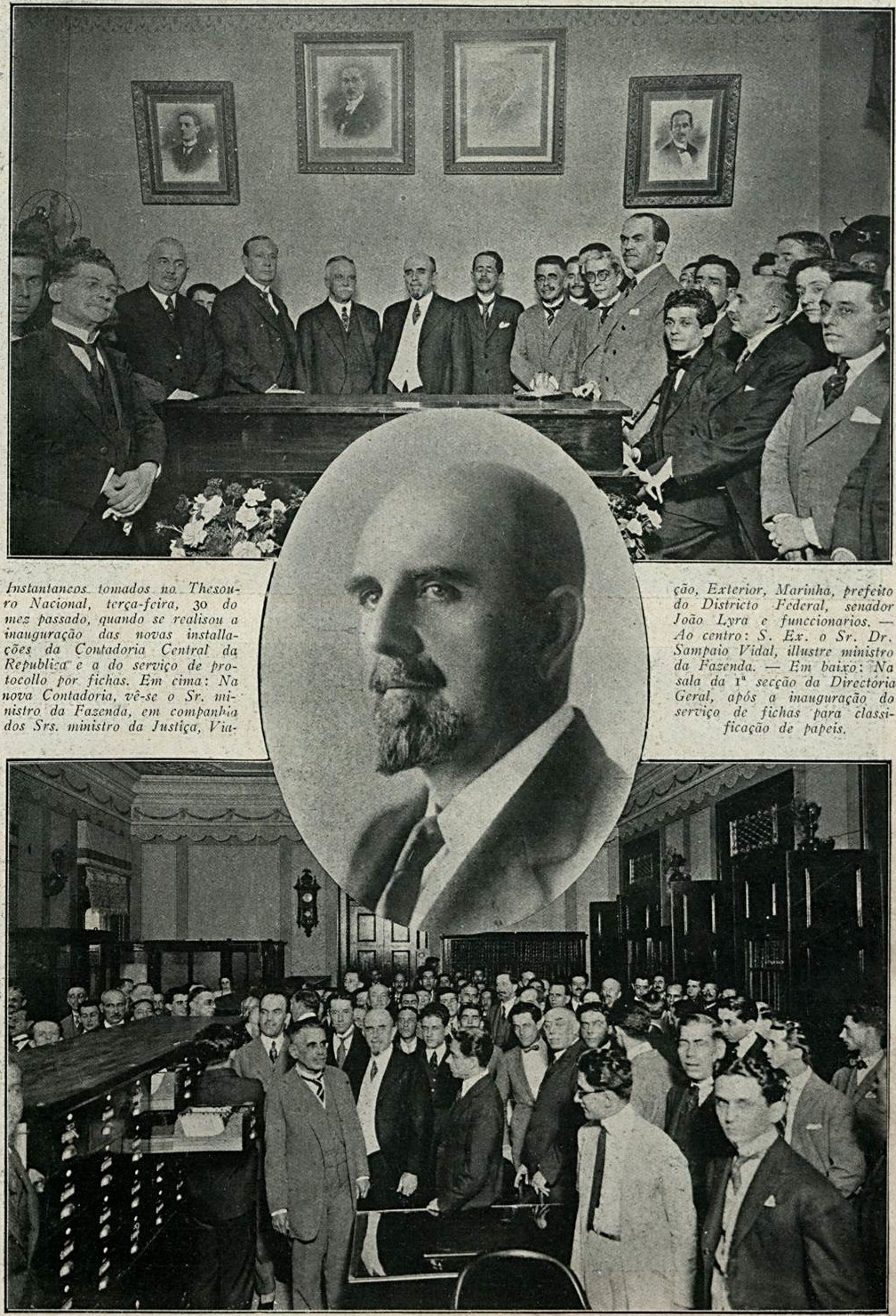
O ministro da Fazenda inaugura novas instalações do Tesouro Nacional

Em 31 de dezembro, a lei que orçou a Receita Geral para o ano seguinte instituiu o imposto de renda no Brasil. Esse foi também o primeiro imposto direto cobrado a nível federal. Um imposto de rendimentos já existia em alguns períodos desde o Império, mas só se aplicava aos salários pagos pelos cofres públicos. A cobrança sobre a renda global, decidida em dezembro de 1922, foi promovida por Antônio Carlos Ribeiro de Andrada, presidente da Comissão de Finanças da Câmara dos Deputados e relator do orçamento. O complexo tributo, criticado pela máquina administrativa que necessitava, não foi cobrado de imediato. O sistema arrecadador foi estudado e organizado pelo engenheiro Francisco Tito de Souza Reis.
A arrecadação foi organizada aproveitando funcionários do Tesouro. As alíquotas eram de 0,5 a 8% sobre ganhos auferidos e isentavam rendas inferiores a 20 contos de réis. Um ponto muito criticado, a isenção aos produtores rurais, foi retirado na lei para 1926. A arrecadação começou em 1924, extraindo 25 190 contos de réis de 82 594 contribuintes. O imposto foi pouco eficaz nos seus primeiros anos e passou por diversas modificações. A base de contribuintes cresceu a quatro vezes a inicial até 1929.

## 1923

### Intervenção federal no Rio de Janeiro

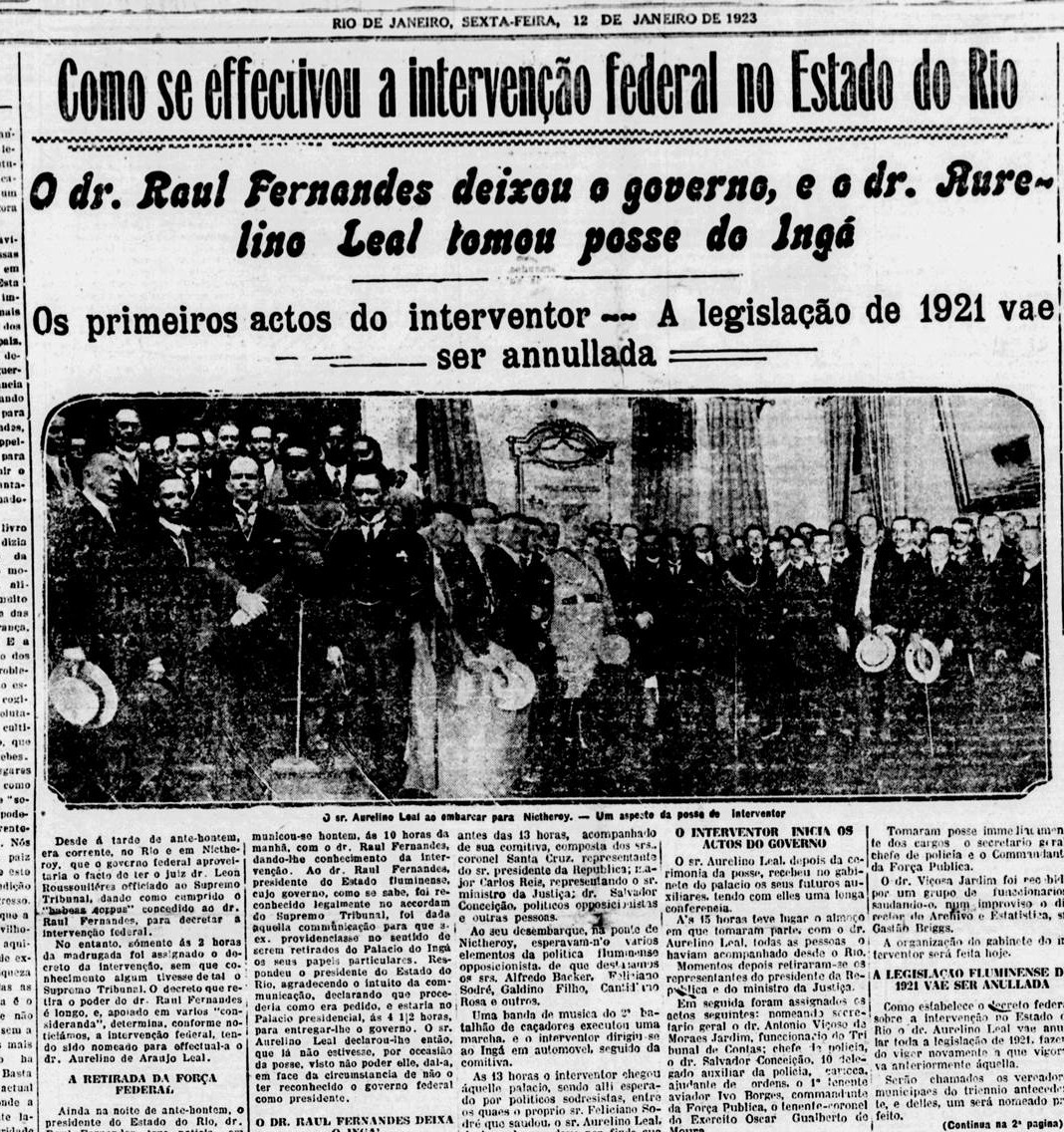
Posse de Aurelino Leal como interventor no estado do Rio

Raul Fernandes, novo governador do Rio de Janeiro que seria empossado em 1.° de janeiro, temia a inimizade do governo federal e procurou o presidente da República antes de assumir. Bernardes recebeu-o com gentileza, mas avisou poucos dias depois que não daria garantias. Esta era a chance de retaliar a Nilo Peçanha, cuja oligarquia, representada no momento por Raul Fernandes, dominava o estado desde 1914. No Ano Novo, o presidente agradeceu o telegrama noticiando a posse e avisou de outra mensagem de posse do oposicionista Feliciano Sodré, que contestou os resultados e também se declarou governador. O estado agora tinha dois Executivos e duas Assembleias.
O governador "nilista" assumiu garantido por tropas federais e um habeas corpus do STF. No poder, no entanto, foi isolado pelo governo federal. A Força Pública insubordinou-se, cartas e telegramas não eram entregues aos membros do governo quando não endereçados pelo nome e o tesoureiro do Estado não recebeu os cheques e vales postais arrecadados no interior. A violência tomou conta dos municípios, onde os partidários de Feliciano Sodré, dizendo-se ameaçados, destituíram autoridades — segundo os nilistas, com a ajuda da polícia do marechal Fontoura.
Em 10 de janeiro, Bernardes decretou a intervenção federal, "considerando que o estado de dualidade de governos está produzindo essa desordem em todos os municípios do Estado do Rio, sem que qualquer dos pretensos presidentes possa fazer valer a sua autoridade, o que exige a ação da União para conseguir a paz e a tranquilidade públicas". O decreto instalou no Executivo estadual o interventor Aurelino Leal, que "substituirá em tudo o Governo normal do Estado". Com estes poderes o interventor, pretensamente uma figura isenta do partidarismo, pôde afastar os nilistas da máquina pública. A eleição foi anulada e novos pleitos convocados. A decisão de intervir no Rio foi muito discutida e até o STF debateu se emitiria uma nota de repúdio.

### Banco do Brasil e o café
A administração Epitácio, cedendo a pressões paulistas, comprou estoques de café para segurar os preços, inflacionando a economia. O custo de vida, por alguns cálculos imprecisos, duplicou entre 1921 e 1923. Consequentemente, a administração Bernardes tornou-se extremamente impopular nas áreas urbanas, especialmente no Rio de Janeiro. Bernardes não abria o Palácio do Catete à visitação popular e só aparecia em público em recintos fechados ou a plateias com convidados selecionados. Ele se lembrava da campanha, quando multidões vaiaram e atacaram com pedaços de paus sua comitiva. Seu prefeito nomeado para o Distrito Federal, Alaor Prata, era criticado duramente na imprensa carioca.
Estava em curso desde 1921 o terceiro plano de valorização do café, financiado por um empréstimo de nove milhões de libras esterlinas junto aos bancos britânicos. Os preços do café estavam melhorando: as economias americana e europeia recuperavam-se e a Lei Seca nos Estados Unidos aumentava a demanda. Mas as condições do empréstimo limitavam novas operações de valorização. O novo esquema de defesa do café passaria da União aos produtores os lucros e prejuízos da estocagem do café. A produção seria compulsoriamente retida em "armazéns reguladores", construídos nos entroncamentos ferroviários, e liberada conforme decidisse o governo federal. Os cafeicultores receberiam do armazém uma nota, o "conhecimento", com a qual buscariam crédito nos bancos ou casas exportadoras. O processo seria administrado pelo Instituto de Defesa Permanente do Café, previsto em lei no final do governo anterior, organização que no entanto virou letra morta.
As notas no armazém poderiam ser trocadas no Banco do Brasil. O esquema exigia um emprestador de última instância, caso os bancos privados nacionais ou estrangeiros não dessem conta de financiar os cafeicultores, papel que coube ao Banco do Brasil, no qual foi criado um departamento de emissão, na prática um sucessor da extinta Carteira do Redesconto. Em 2 de janeiro de 1923, o Banco recebeu do Tesouro o monopólio da emissão monetária e as reservas de ouro, ao montante de cerca de £ 10 milhões. Na prática, a reforma não dificultou em nada o financiamento inflacionário, se assim desejasse o governo. Ele poderia emitir até o triplo do valor em ouro, convertido à moeda nacional a 12 pence por mil-réis, para um total de 600 mil contos de réis. Isto seria uma apreciação de quase o dobro do câmbio naquele momento (6.3).
Portanto, o ouro lastreava um terço das emissões, com as demais baseadas em títulos comerciais. Por enquanto as notas emitidas não seriam conversíveis. A conversibilidade plena seria obtida no futuro, e 12 pence era a meta de valorização. Esta reforma tratava simultaneamente de dois pontos do programa de governo: a criação de um banco central e o alívio da dívida do Tesouro com o Banco do Brasil. O presidente do Banco, José Maria Whitaker, era ortodoxo demais para esta reforma e foi substituído pelo paulista Cincinato Braga, um dos principais mentores da nova política. Em fevereiro, os estoques restantes da terceira valorização, 3,4 milhões de sacas, começaram a ser vendidos. Eles equivaliam a 22% da produção mundial da safra de 1922–1923, e as vendas foram espaçadas para não elevar muito o preço.

### Legislação trabalhista

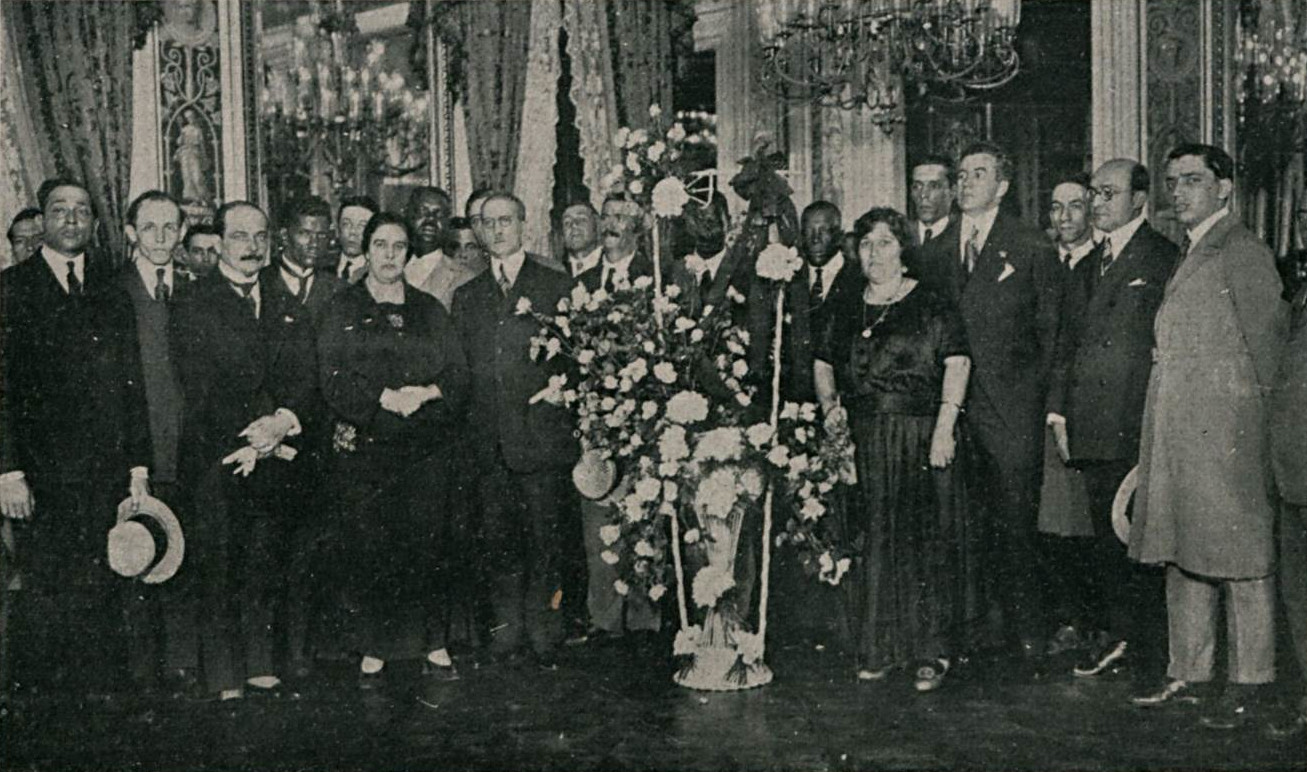
Artur e Clélia Bernardes recebem representantes operários

Em 24 de janeiro o presidente promulgou a lei Eloy Chaves, instituindo fundos de pensão e aposentadoria para trabalhadores ferroviários, o que é considerado a origem da previdência social no Brasil. Medidas trabalhistas e sociais foram prometidas durante a campanha e várias foram aprovadas no restante do mandato: a criação do Conselho Nacional do Trabalho, composto de representantes do governo, empregadores e operários, a proteção aos menores abandonados, a restrição ao trabalho infantil, a criação do cargo de "curador especial para acidentes de trabalho" e as 15 dias anuais de férias remuneradas no comércio, indústria e bancos. Em 1924, o 1.° de maio, Dia do Trabalhador, foi declarado feriado nacional; segundo Bernardes, a data não se destinava aos "projetos subversivos", mas à "glorificação do trabalho ordeiro e útil".
Estas leis eram modestas e frequentemente burladas pelos empregadores. Em parte, foram motivadas pela imagem do país no exterior, onde se esperava que o Brasil, como participante das Conferências Internacionais do Trabalho, instituísse os direitos trabalhistas ali sugeridos. No mesmo período, sob estado de sítio, as invasões policiais e fechamento de sindicatos tornaram-se mais frequentes e as greves tiveram menor dimensão do que na década anterior. Dos governos do final da Primeira República, o de Bernardes foi simultaneamente o que mais interveio nas relações de trabalho e mais reprimiu o movimento operário. A direção à que se apontava era para um sindicalismo oficial como o implantado por Getúlio Vargas na década seguinte. Os sindicatos com maior número de filiados nesse período foram os "amarelos", com boas relações com o governo e a polícia, especialmente entre os trabalhadores marítimos e do transporte.

### Guerra no Rio Grande do Sul

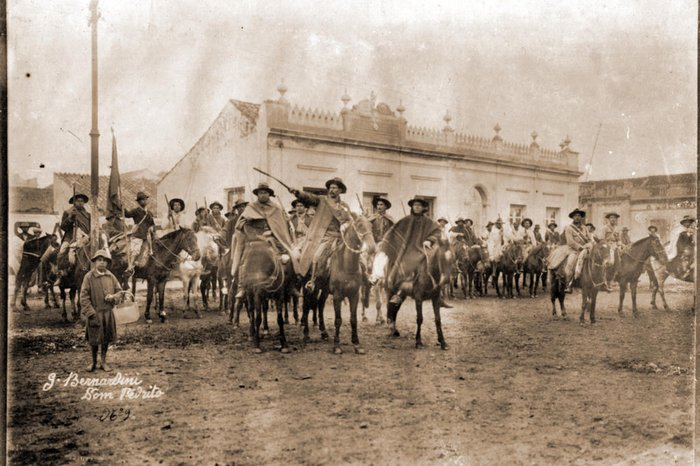
Revolucionários de Honório Lemes

A repercussão da crise fluminense foi obscurecida pela deflagração de uma guerra civil no Rio Grande do Sul em 25 de janeiro. A oposição, liderada por Assis Brasil, insurgiu-se contra o governo estadual de Borges de Medeiros, cuja reeleição denunciava como ilegítima. Ao início do novo mandato, chefes "libertadores" (oposicionistas) como Artur Caetano, Felipe Portinho, Leonel Rocha, Zeca Neto e Honório Lemes pegaram em armas. Em desvantagem de armas contra a Brigada Militar do Rio Grande do Sul e os Corpos Provisórios, restava aos "bandoleiros", como foram tachados pelo governo, travar uma guerrilha rural.
Os libertadores haviam apoiado Bernardes na eleição federal do ano anterior e esperavam uma intervenção federal de sua parte para destituir Borges de Medeiros, que apoiara a Reação Republicana. Desde então, o governador procurava acatar as orientações federais e evitar um conflito com o presidente. Este aproveitou a oportunidade, mas não ousou uma intervenção direta, pois o Partido Republicano Riograndense (PRR) estava enraizado no poder há décadas e protegido pelas armas da Brigada Militar. Bernardes recusou um tribunal arbitral para a eleição e manteve neutro o Exército federal, mas a boa vontade dos oficiais federais com os revolucionários era visível, e houve casos de fornecimento clandestino de munição e mesmo de adesões.
Em 3 de maio, o presidente anunciou que não havia dualidade de poderes para justificar uma intervenção. Tampouco havia uma requisição por parte do governo estadual, como exigia a Constituição. No Congresso, transcorria o debate sobre a intervenção no Rio. O deputado gaúcho Getúlio Vargas votou a favor da intervenção, instruído por Borges de Medeiros para reaproximar seu estado do governo federal. Vargas argumentou com base na duplicata no Rio e nas autoridades depostas nas comarcas. O deputado baiano Raul Alves replicou que, pela mesma lógica, haveria duplicata no Rio Grande do Sul, se assim quisesse Assis Brasil. Vargas insistiu: os revolucionários em seu estado "estão fazendo correrias pela campanha, mas não ocupam nenhuma comarca no Rio Grande do Sul". O decreto foi enfim confirmado pelo Congresso em setembro.

### V Conferência Pan-Americana

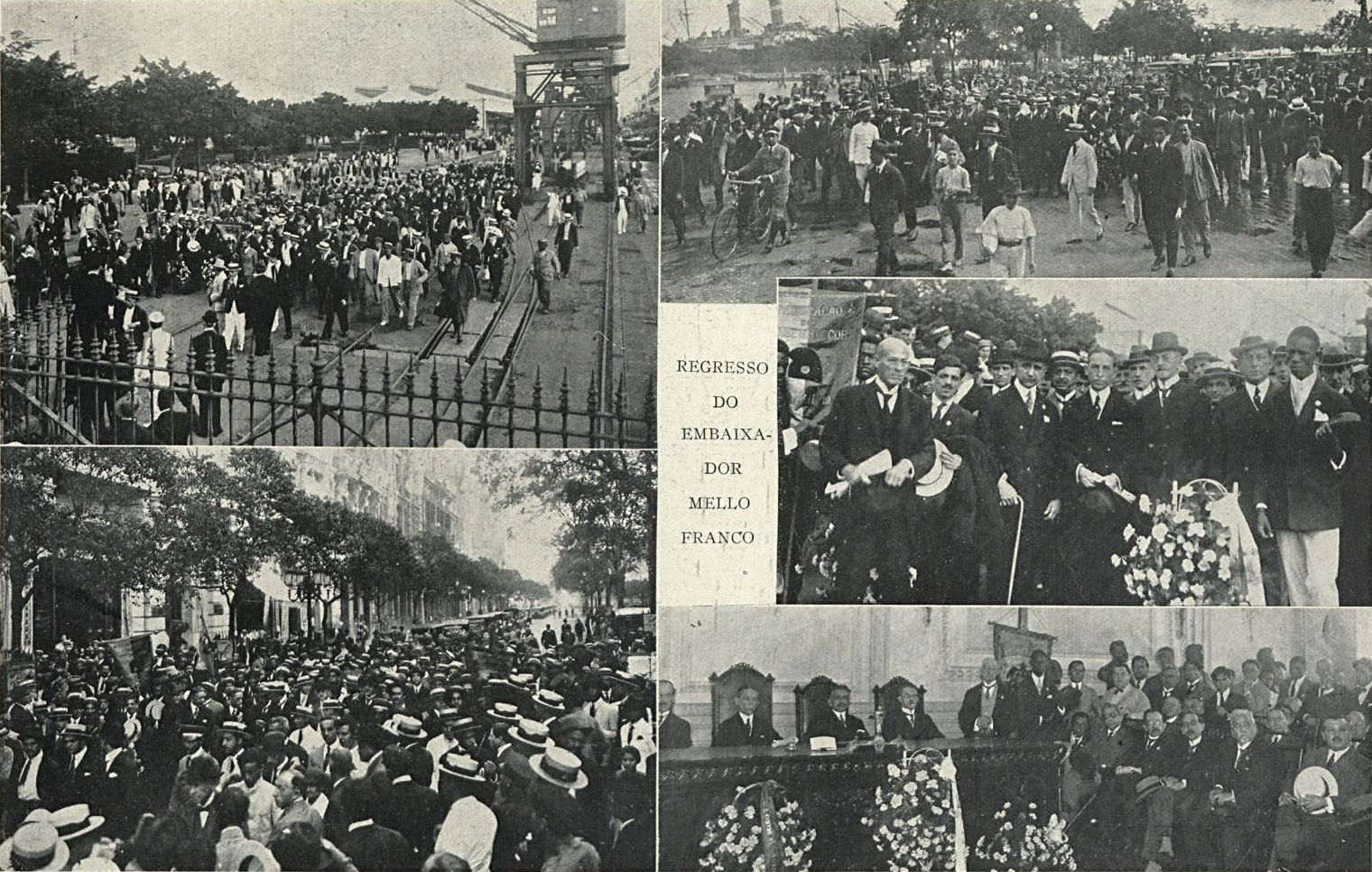
Regresso ao Rio do representante brasileiro Afrânio de Melo Franco

Em março o Brasil participou da Quinta Conferência Pan-Americana em Santiago do Chile. Félix Pacheco, ministro das Relações Exteriores, recusou-se a representar o país em protesto à ausência de Charles Evans Hughes, secretário de Estado dos Estados Unidos. Em seu lugar a delegação brasileira foi chefiada por Afrânio de Melo Franco, representante brasileiro na Liga das Nações, e Silvino Gurgel do Amaral, embaixador brasileiro no Chile.
Na Assembleia da Liga das Nações, em Genebra, Melo Franco tinha instruções para promover a criação de novos assentos permanentes no Conselho Deliberativo para o Brasil e a Espanha. A pretensão a um assento permanente no conselho pode ser comparada, no século XXI, a um assento permanente no Conselho de Segurança das Nações Unidas. O tamanho e população do país, sua participação na Primeira Guerra Mundial e preeminência no Hemisfério Ocidental convenciam o governo dessa possibilidade. Desde 1922 o Brasil era um dos quatro membros provisórios, enquanto os membros permanentes eram a França, Grã-Bretanha, Itália e Japão.
A confiança exagerada no poder da Liga e na equiparação do Brasil às grandes potências desconcertou a diplomacia com os países hispano-americanos. Isto ficou visível em Santiago quando a missão brasileira rejeitou a proposta de desarmamento e congelamento de forças navais. Esta postura tinha sentido por estarem obsoletas as Forças Armadas do Brasil, ao contrário do que havia na Argentina e Chile, países que haviam travado uma corrida armamentista. A missão argentina tachou o Brasil de militarista. O resultado do debate foi uma resolução inconsequente, que não especificava cortes nos orçamentos.

### Lei de Imprensa

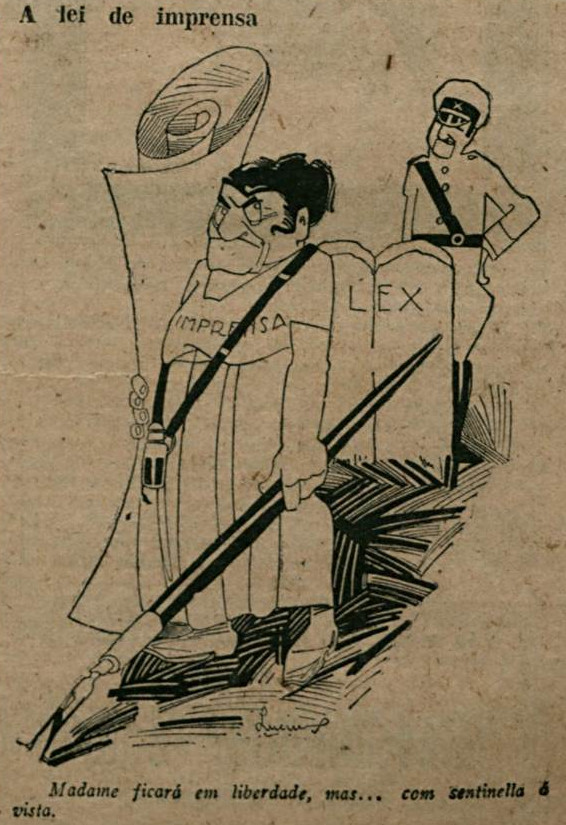
Ilustração na revista O Malho: a imprensa "em liberdade, mas... com sentinela à vista"

Em junho de 1923, retornou à pauta um projeto de lei para "regulamentar o exercício da imprensa", de autoria do senador Adolfo Gordo. Ele era debatido no Congresso desde 1921, no rescaldo das cartas falsas. O projeto foi saudado por uma parte significativa da imprensa empresarial, como O Paiz e a Gazeta de Notícias, no Rio de Janeiro, e o Correio Paulistano, Estado de S. Paulo e A Gazeta, de São Paulo. Um comentarista em O Paiz argumentou que a imprensa vivia "de escândalos, de injúrias e calúnias", sob a ação de "insufladores impenitentes de todos os ódios", enquanto outro afirmou que a liberdade de imprensa "só tem um sinônimo justo: respeito. Sem ele, cai-se no abuso, na licença".
Os defensores argumentavam que havia plena liberdade para discussão, enquanto os opositores consideravam um absurdo debater a proposta em pleno estado de sítio, quando jornais sofriam processos criminais e jornalistas eram presos e agredidos. A censura prévia estava em vigor, mesmo sem legislação específica que a legitimasse. O Jornal do Brasil, O Imparcial, a Gazeta de Notícias e outros periódicos críticos ao governo tinham exemplares apreendidos e redações invadidas. Para o Correio da Manhã, a lei instituía o delito de opinião, e para O Imparcial, a proposta era "a morte da liberdade de opinião no Brasil". A revogação da lei seria mais tarde um dos objetivos declarados dos tenentistas.
O texto final, aprovado em outubro, instituiu o direito de resposta, a censura prévia, a prisão especial e penas aos "crimes de imprensa", entre eles a exposição de "segredos de Estado" e as "ofensas ao presidente da República", proibiu o anonimato, tentou limitar a imprensa "clandestina" e deixou clara a responsabilidade dos editores pelo que era publicado, eliminando um entrave legal às queixas-crime de injúria e calúnia. A lei impactou a opinião liberal na imprensa empresarial, pois a imprensa operária já era perseguida, com empastelamentos de oficinas e prisões de jornalistas, desde os últimos anos da década anterior. O biógrafo Bruno de Almeida Magalhães argumenta que a lei fez a imprensa "ter maior respeito pela reputação alheia" e "usar uma linguagem mais comedida".
Nove dias após a lei entrar em vigor, o Correio da Manhã chamou Epitácio Pessoa de tirano e repetiu uma velha acusação de que ele teria favorecido os exportadores de açúcar depois de receber de usineiros um colar de diamantes para sua esposa. O ex-presidente acusou o jornalista Mário Rodrigues de calúnia e, no processo resultante, o advogado Evaristo de Morais tentou provar que a lei era inconstitucional. O processo chegou ao STF e Mário Rodrigues foi condenado a um ano de prisão. O jornal A Manhã foi processado por uma acusação de banha deteriorada num galpão da empresa Anglo, e O Globo, por uma acusação de favorecimento do Instituto de Química do Ministério da Agricultura a alguns produtores de manteiga de Minas.

### Suspensão do estado de sítio

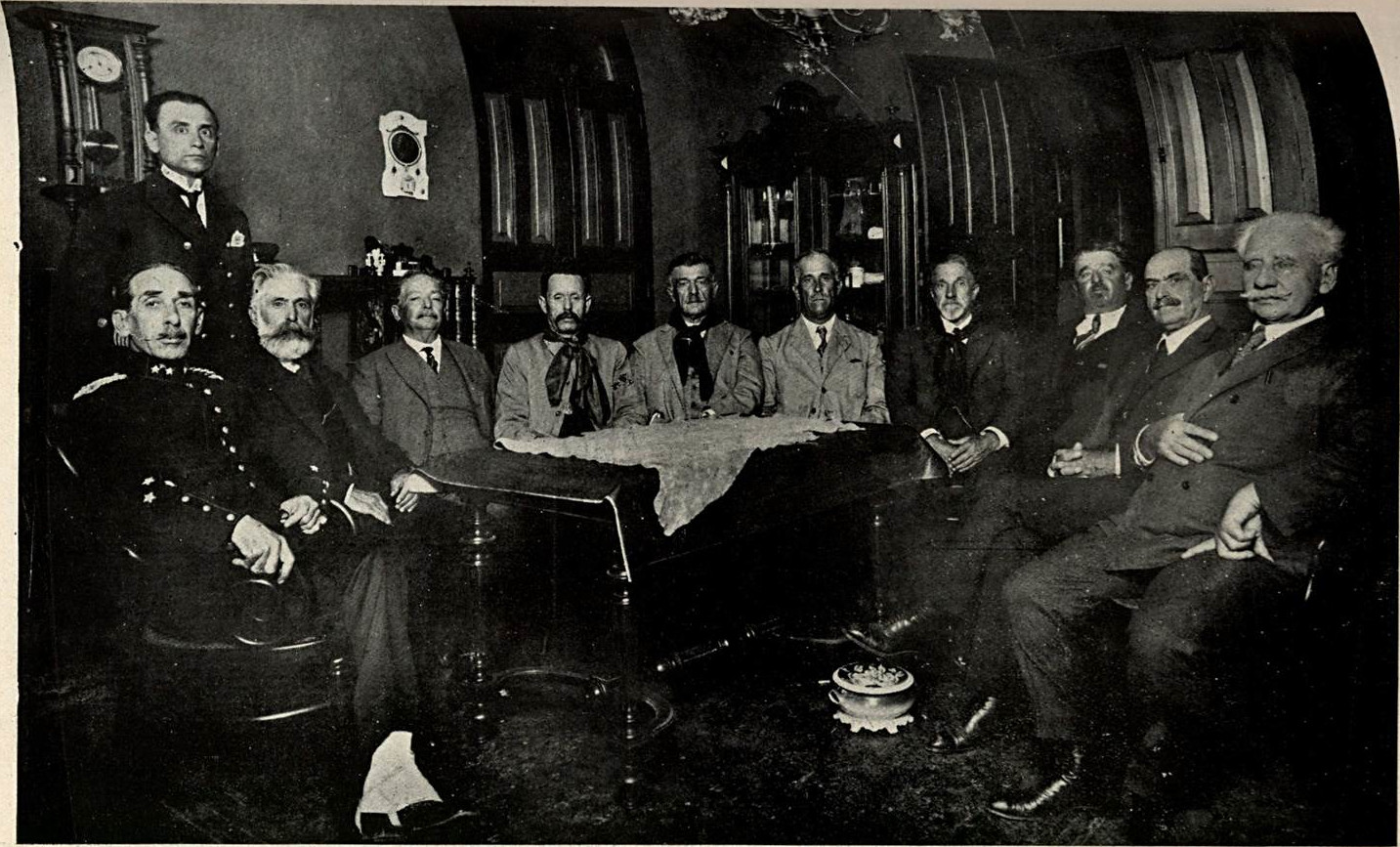
O ministro da Guerra (primeiro sentado à esquerda) negocia com chefes revolucionários gaúchos

Para ganhar os votos da bancada gaúcha à Lei de Imprensa, Bernardes prometeu não prorrogar o estado de sítio, que foi encerrado por decreto em 23 de dezembro. No mesmo dia tomava posse no estado do Rio de Janeiro o governador Feliciano Sodré, após novas eleições para o Executivo estadual e a Assembleia. A facção de Nilo Peçanha nem mesmo participou e se viu totalmente removida do poder. Pouco antes, no dia 14, selava-se no Rio Grande do Sul o "Pacto de Pedras Altas", que anistiou os revolucionários, garantiu espaço para a oposição na Assembleia e Congresso, manteve Borges de Medeiros no mandato vigente e proibiu a reeleição. Os revolucionários atingiram todas as suas reivindicações exceto a deposição imediata do governador, inaugurando uma nova era na política gaúcha.
Seu intermediário foi o ministro da Guerra Setembrino de Carvalho, último de uma série de emissários do presidente da República. O primeiro, Tavares de Lira, chegou em maio, quando sucessos militares do PRR frustraram qualquer acordo. Nabuco de Gouvêa, no mês seguinte, teve igual resultado. As condições para a paz melhoraram próximo ao final do ano: uma vitória do PRR parecia pouco provável, mas os libertadores não conseguiam ameaçar as grandes cidades, à exceção de Pelotas. Com o acordo, Borges de Medeiros ganhou alguns anos adicionais no poder à custa de um compromisso de fidelidade a Bernardes.

### Julgamento dos tenentistas

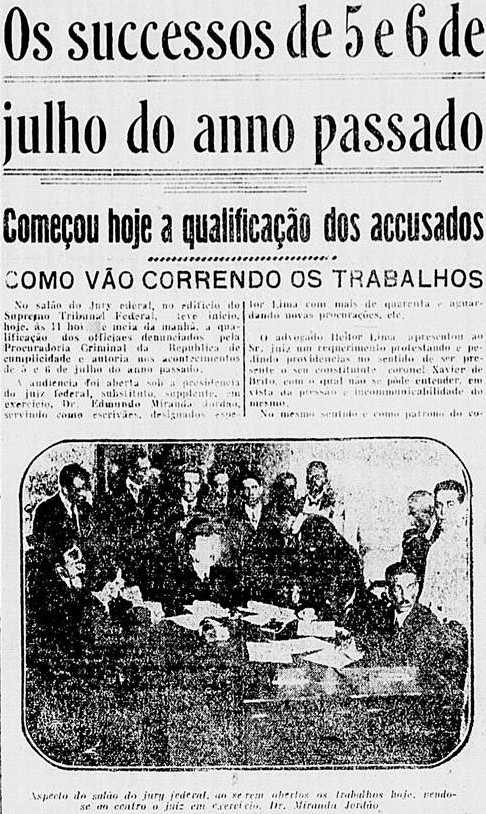
Repercussão na imprensa do processo judicial da revolta

Enquanto o ministro Setembrino retornava do Rio Grande do Sul pela Estrada de Ferro São Paulo-Rio Grande, o tenente Magalhães Barata foi preso em 25 de dezembro. A denúncia era um plano para prender o ministro na sua passagem por Ponta Grossa, dando sinal para uma revolta dos corpos de tropa do Paraná e parte do Rio de Janeiro. Boatos de levantes e tentativas de golpe eram vigiados continuamente pela polícia do Rio. O sentimento legalista parecia ganhar quando Setembrino de Carvalho foi eleito à presidência do Clube Militar, depois de maio. Tenentes do Exército eram punidos com transferências, mas a ordem não imperava nas unidades.
No dia seguinte, a Justiça pronunciou 50 oficiais do Exército pela participação na revolta de julho de 1922, um processo acompanhado com grande apreensão. Alguns oficiais planejavam realmente um novo levante, mas aguardaram até dezembro uma anistia presidencial. Esta medida era usual para a insubordinação militar nas décadas anteriores, e justamente por isso o governo Bernardes não quis estimular a indisciplina. A anistia inexistente foi vista pelos dissidentes militares como uma atitude vingativa. Bernardes via essa medida como uma vitória para a Reação Republicana.
Informes reservados sobre as atividades subversivas no meio militar chegaram à mesa do presidente nos primeiros meses de 1924. A polícia política sabia que uma revolta estava para estourar, embora a data, local e extensão fossem incógnitas. Desertores que se recusaram a entregar às autoridades após a sentença formaram o núcleo da conspiração: Siqueira Campos, Joaquim e Juarez Távora, Eduardo Gomes e outros "revolucionários profissionais". Suas extensas articulações longe do Rio de Janeiro, aproveitando o desgaste da imagem do governo, passaram despercebidas pelo aparato policial. Mas nenhum general da ativa conspirava, pois eles eram escolhidos diretamente pelo presidente.

### Missão Montagu

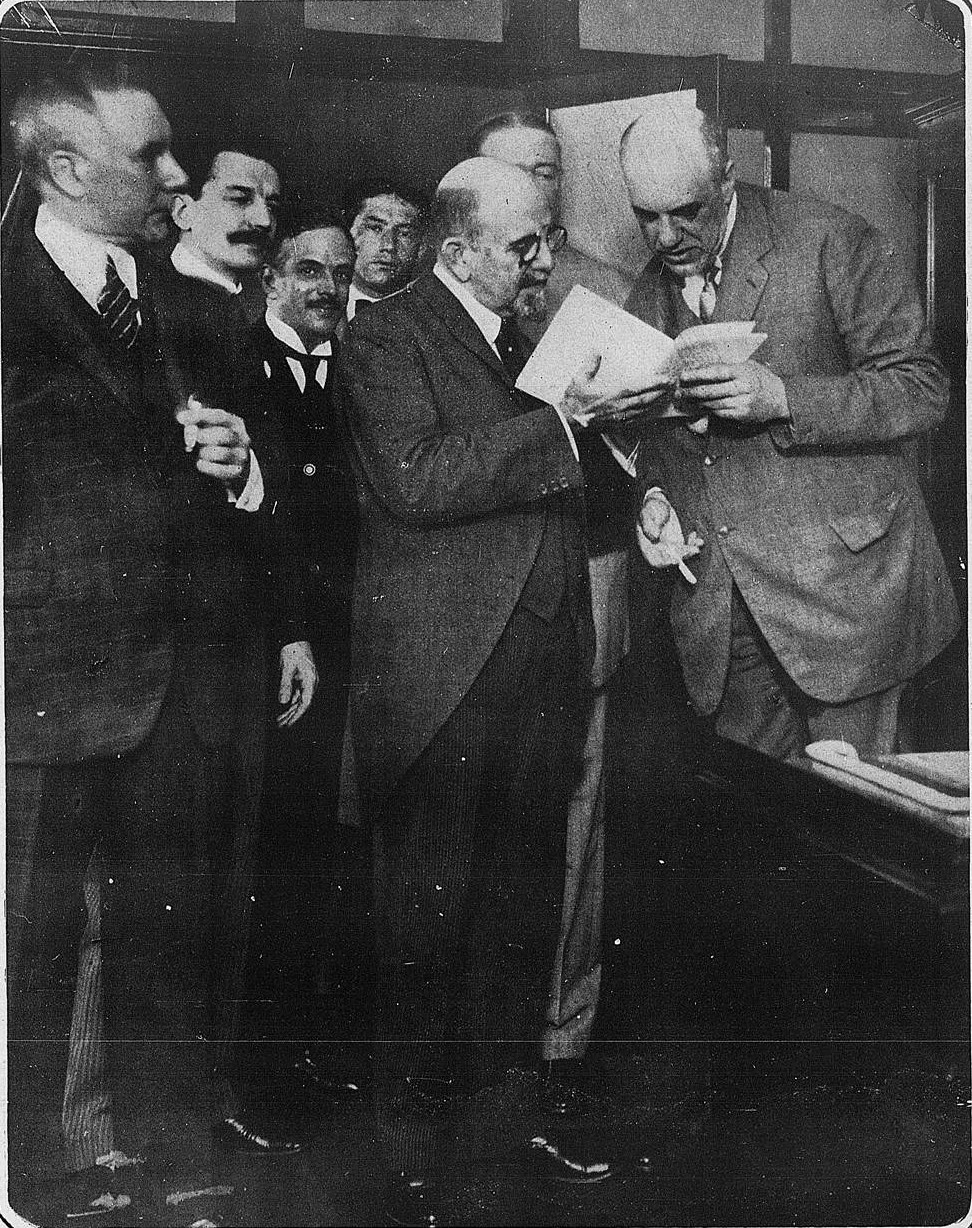
Sampaio Vidal e Edwin Montagu, respectivamente à esq. e dir. segurando o documento

Edwin Samuel Montagu, ex-secretário financeiro do Tesouro britânico, desembarcou no Rio de Janeiro em 30 de dezembro, acompanhado de uma comitiva de especialistas financeiros britânicos, a "Missão Montagu". Seu objetivo era propor reformas a ser implementadas pelo governo brasileiro em troca de um empréstimo de 25 milhões de libras. Seus banqueiros usuais, os Rothschilds, tiveram poder de barganha para impor esse procedimento, cada vez mais comum no exterior. Conforme escreveu o embaixador britânico John Tilley ao Marquês Curzon, "se [Bernardes] for forçado a implorar por dinheiro ele pode ter que engolir a pílula do aconselhamento estrangeiro".
Os brasileiros melhor informados temiam as repercussões políticas da missão, mas viam no empréstimo a única solução indolor à situação econômica. A safra de café de 1923 ultrapassou as 19,5 milhões de sacas, mais que o dobro da anterior, e ainda havia estoques da valorização para liquidar. A política financeira, restritiva no primeiro semestre, começou a sair do controle no segundo. O Banco do Brasil recorreu às emissões. O preço do café não despencou, mas a inflação acelerou. Só na segunda metade de agosto o mil-réis depreciou em 12%. A reforma econômica inteira poderia ser desmoralizada. A única alternativa ao empréstimo seria um doloroso ajuste deflacionário.
A Missão Montagu criticou a forma como eram redigidos os orçamentos, mas elogiou as medidas de saneamento fiscal. O governo cortou despesas, incluindo os salários do funcionalismo e as obras públicas, quando a previsão de déficit para 1923 foi muito maior do que a esperada. O déficit real diminuiu a 25% do valor do ano anterior. A austeridade atingiu os investimentos contra a seca no Nordeste iniciados no governo anterior, sob a justificativa de que as obras haviam tido sucesso. Epitácio Pessoa havia custeado a importação de máquinas, equipamentos e cimento para a construção de açudes e estradas na região, o que não agradava nem aos cafeicultores paulistas e nem aos coronéis locais. Em 1925 somente 3 827 contos de réis seriam gastos nesse projeto.

## 1924

### Estado de sítio na Bahia

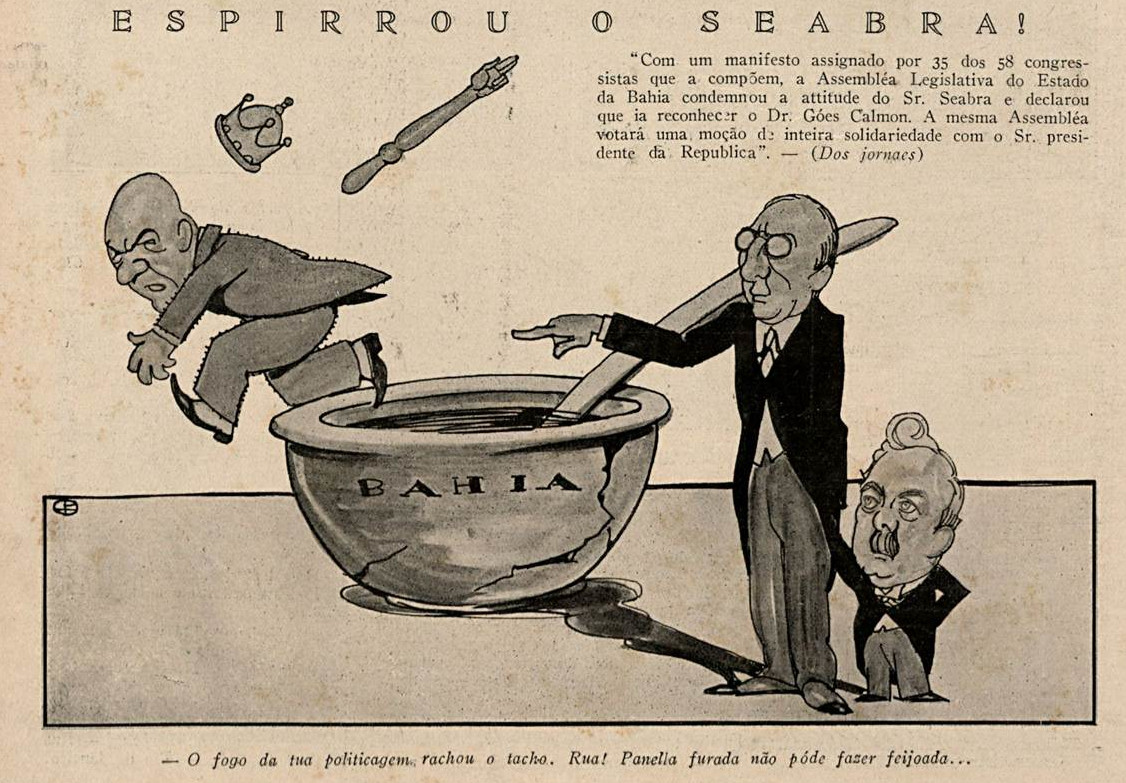
Seabra, "rei" da política baiana, é expulso do poder por Bernardes

As eleições para governador na Bahia, em janeiro de 1924, opuseram Arlindo Leoni e Góis Calmon, ambos os quais se declararam vencedores, havendo ainda uma dualidade de Assembleias. Calmon era originalmente um candidato de conciliação escolhido pelo governador J. J. Seabra, o vice de Nilo Peçanha na eleição presidencial de 1922. Em outras circunstâncias, Seabra teria lançado o senador Muniz Sodré. A escolha de Calmon, segundo Eul-Soo Pang, já era uma admissão de derrota. Mas esta era também uma manobra dirigida contra Bernardes, pois Calmon era irmão do ministro da Agricultura e amigo do presidente.
A manobra não surtiu efeito. Dizia-se na Bahia que Bernardes aprovava o acordo entre as duas facções, o Partido Republicano Democrata (PRD) do governador e a Concentração Republicana da Bahia (CRB) da oposição. A conciliação não foi obtida de fato e Bernardes continuou hostil ao PRD. A eleição senatorial em julho produziu uma duplicata, como era de praxe. O Senado federal, orientado pelo governo Bernardes, diplomou Pedro Lago, da CRB, contra Arlindo Leoni, do PRD. O partido do governador convenceu-se que não seria salvo pela conciliação.
Seabra questionou Bernardes sobre a informação, recebida do deputado Medeiros Neto, de que Calmon prometera ao presidente da República que "extirparia o seabrismo". Bernardes não negou. Em 27 de novembro de 1923, Seabra, vendo-se diante do suicídio político, retirou seu apoio a Calmon. Seu candidato de última hora, Arlindo Leoni, foi apelidado de "gato morto", pois Calmon tinha crescente popularidade e o apoio de partes do PRD. O ministro Miguel Calmon e o senador Lago enviaram um telegrama à Força Pública e aos coronéis do interior para que votassem em Góis, e Bernardes pediu apoio a Horácio de Matos. A eleição ocorreu em 29 de dezembro. Após a contestação dos resultados, Leoni impetrou um habeas corpus no STF para assumir, e a oposição baiana pediu intervenção federal.
O governo federal transferiu a Salvador o 28.º Batalhão de Caçadores, de Aracaju, em dezembro de 1923. Os comandantes desse batalhão e do 19.º, de Salvador, não eram de confiança e foram substituídos. Em fevereiro chegaram reforços adicionais: o 20.º Batalhão de Caçadores, de Maceió, a 3.ª Companhia de Metralhadoras Pesadas, do Rio de Janeiro, uma bateria do 5.º Grupo de Artilharia de Montanha, de Valença, o cruzador Barroso, o cruzador auxiliar José Bonifácio e o contratorpedeiro Rio Grande do Norte. Soldados do Exército patrulharam as ruas e ocuparam instalações públicas como a Câmara Estadual, a Imprensa Oficial, o Tesouro e a Biblioteca. A Força Pública foi subornada para transferir seu armamento ao QG da 6.ª Região Militar. Protegido por armas federais, Góis Calmon tomou posse sem resistência de Seabra. Ironicamente, este havia apoiado o bombardeio de Salvador em 1912, quando forças federais derrubaram o governo estadual como parte da Política das Salvações (intervenções federais).
O ato final contra os velhos inimigos de 1922 foi nas eleições para senador no Distrito Federal. Só se validaram os resultados das seções em que venceu Mendes Tavares, anulando todos os outros e "degolando" a candidatura de Irineu Machado, um dos envolvidos na crise das cartas falsas. Nilo Peçanha morreu em 31 de março. O acerto de contas com a Reação Republicana estava concluído, e todos os seus antigos integrantes, incorporados à base governista, "não na condição de parceiros políticos, mas na de vencidos resignados". Bernardes impôs sua vontade à custa de ganhar ainda mais inimigos civis e militares. As medidas tomadas no Rio de Janeiro e Bahia já foram analisadas como um momento de decadência ou transformação da "política dos governadores", na qual o governo federal, em troca de apoio no Congresso, não intervinha na política interna dos estados.

### Reaproximação à Igreja

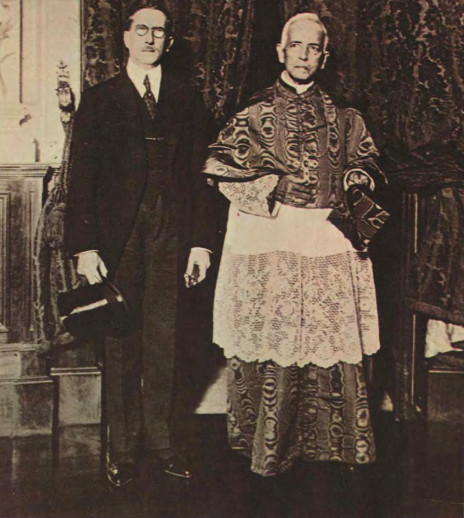
O presidente e o cardeal Arcoverde confirmam a reaproximação entre Igreja e Estado

Em 4 de maio, o Presidente da República e todo o ministério compareceram ao jubileu de ouro de D. Arcoverde, arcebispo do Rio de Janeiro e primeiro cardeal brasileiro — uma visita inédita desde a separação entre a Igreja Católica e o Estado brasileiro e uma exposição pública de sua reaproximação, que já começara no governo anterior. Bernardes distinguia-se pessoalmente pela sua religiosidade católica, sedimentada pela educação secundária no Colégio do Caraça — embora, segundo ele, já não era mais católico praticante em 1925, e só mais tarde retomou a religião.
Os interesses de ambos nem sempre foram compatíveis ao longo do mandato; após a revolta de julho de 1924, Bernardes criticou como excessiva a proteção da Igreja aos presos políticos, e no ano seguinte seu governo silenciou as reivindicações católicas ao projeto de reforma da Constituição. Ainda assim, em 1925 o Jornal do Commercio pôde afirmar que "nunca os problemas nacionais da instrução e de catequese dos índios tiveram tanto apoio das obras católicas como neste momento. E o governo tem sempre contado, absolutamente, com a colaboração patriótica do Episcopado e do clero em geral". O presidente chegou a propor a candidatura de D. Leme para o Senado, representando o estado do Rio de Janeiro, contra a candidatura de Raul Fernandes.

### Relatório Montagu

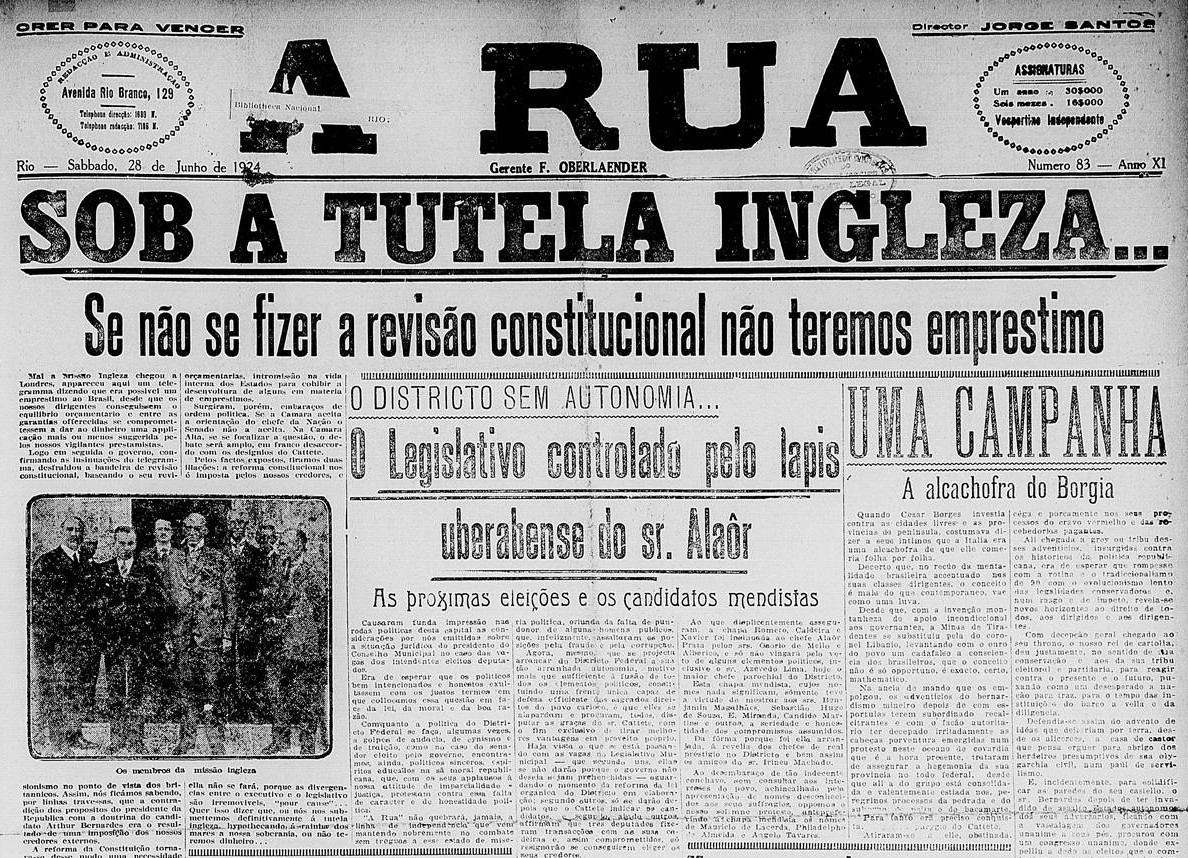
A oposição critica a Missão Montagu: "Sob a tutela inglesa". "Se não se fizer a revisão constitucional não teremos empréstimo".

A Missão Montagu deixou o país em 4 de março, pouco depois de entregar ao governo brasileiro a versão provisória de seu relatório. O mais difícil foi fazer Bernardes concordar com a venda das ações do governo no Banco do Brasil, 52% do total. Isto garantiria a independência do banco, mas Montagu queria que as ações fossem vendidas aos banqueiros britânicos para assegurar o cumprimento do acordo. Os próprios banqueiros de Londres, em correspondência a Montagu, acharam mais prudente recomendar ao governo brasileiro a venda de suas ações aos próprios cidadãos. Montagu insistiu na sua posição, que foi, segundo ele, sua única certeza ao deixar Londres. A única garantia de uma política financeira sábia no Brasil seria "com algum elemento estrangeiro, isto é, britânico, no sistema financeiro".
As demais recomendações incluíam abandonar os subsídios federais de defesa do café, alterar os procedimentos de elaboração do orçamento federal, reduzir os gastos públicos, especialmente com a demissão de servidores, diminuir o endividamento externo dos estados e municípios, isentar de impostos alguns investidores estrangeiros, privatizar algumas companhias públicas, como o Lloyd Brasileiro e Central do Brasil, e suspender temporariamente o projeto de construção de uma usina siderúrgica. Esta usina fazia parte do programa de governo, mas Montagu argumentava que ela seria um peso excessivo nos gastos públicos. Sampaio Vidal conseguiu dele uma promessa de financiamento ao projeto no futuro. Os brasileiros aceitaram a maior parte das demandas, e Bernardes pessoalmente garantiu que não tomaria empréstimos de outros credores.
Em maio, na abertura dos trabalhos legislativos, Bernardes propôs uma revisão constitucional com pontos que remetiam às demandas britânicas. Nos meses seguintes, a base aliada reformou os regimentos da Câmara e Senado para facilitar a revisão. O relatório final foi publicado no Jornal do Commercio em 29 de junho de 1924, aos elogios da imprensa britânica e da brasileira pró-Bernardes. La Nación, de Buenos Aires, e El Mercurio, de Santiago do Chile, notaram a boa recepção do relatório na negociação dos títulos brasileiros nas bolsas de valores de Londres e Nova Iorque. Os oposicionistas ficaram indignados: as propostas seriam a humilhação do Brasil ou mesmo sua transformação numa colônia britânica, tendo Bernardes como fantoche dos interesses estrangeiros. Mais tarde o manifesto do líder revoltoso João Francisco Pereira de Souza atacou diretamente o relatório, além do aumento dado ao salário dos congressistas enquanto o Exército sofria cortes.
Antes que a venda de ações do Banco do Brasil chegasse ao Congresso, o governo britânico restringiu os empréstimos externos, tornando fúteis os meses de negociações. As autoridades brasileiras agora teriam que buscar uma nova solução, sem depender do empréstimo. Ainda assim, algumas das propostas do relatório acabaram adotadas nas reformas do restante do mandato.

### Batalha de São Paulo

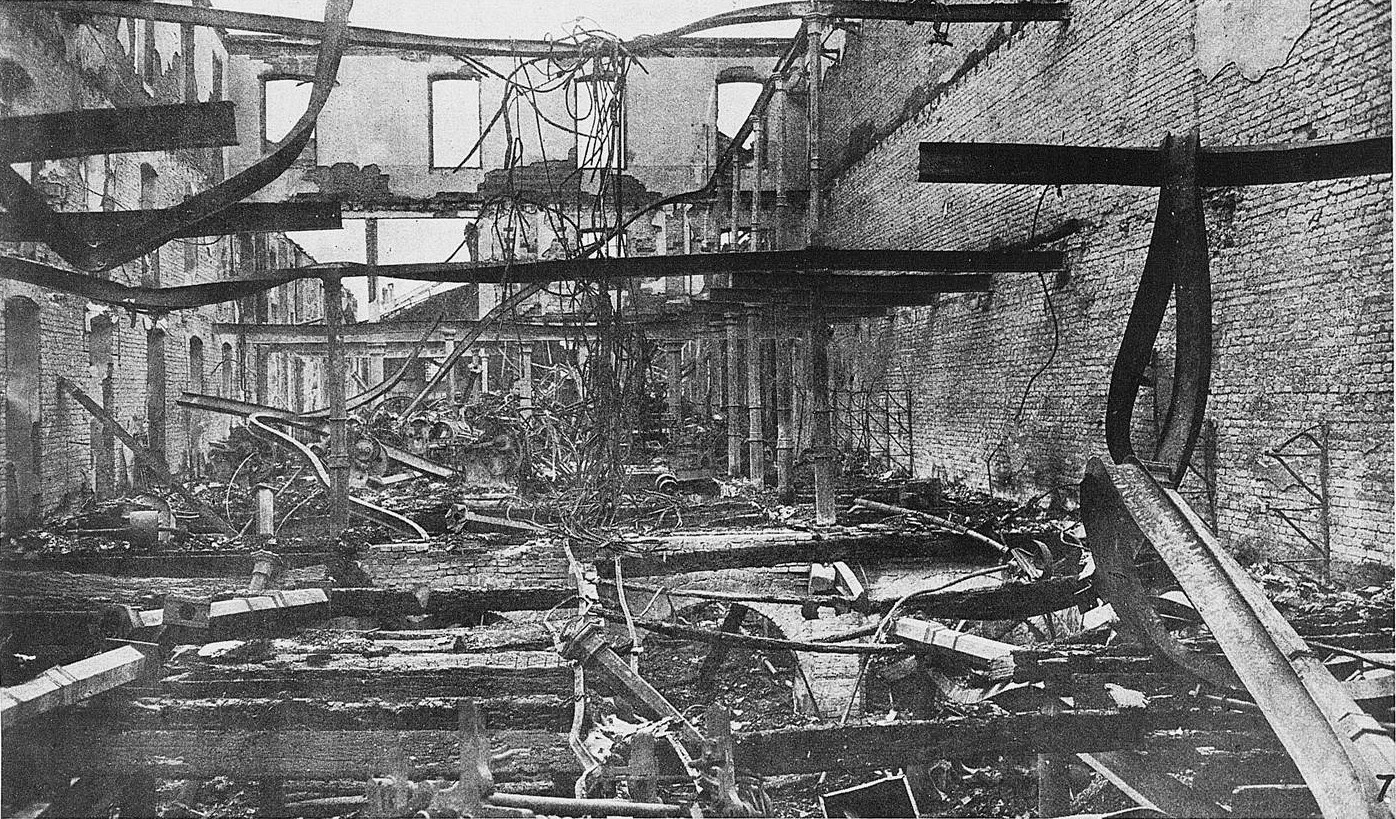
Ruínas do incêndio provocado pela artilharia numa fábrica paulistana

Informado de um levante de elementos do Exército e Força Pública na cidade de São Paulo, o presidente declarou estado de sítio no Distrito Federal e estados de Rio de Janeiro e São Paulo em 5 de julho de 1924, no aniversário do movimento tenentista de 1922. Planejado como um golpe fulminante, que ocuparia a cidade em poucas horas e marcharia até o Rio, o levante degenerou num combate urbano no centro de São Paulo, com cenas que por vezes remetiam à Primeira Guerra Mundial. Reforços legalistas imediatamente acudiram à cidade, mas alguns deles aderiram aos rebeldes. No interior, o governo assegurou o controle do vale do Paraíba, ramal de Itararé e baixada Santista.
Em 9 de julho o líder do movimento, o general Isidoro Dias Lopes, já se anunciava como chefe de um "Governo Provisório". Os manifestos revolucionários esclareciam que o movimento era nacional, não regional, acusavam Bernardes de despotismo e pediam sua renúncia. O programa político no movimento tenentista, vagamente nacionalista, exigia liberdade de imprensa, voto secreto e superação das velhas oligarquias políticas, considerando-se um movimento revolucionário para derrubar um regime corrupto e atrasado. A situação deteriorava em São Paulo. Colunas revolucionárias ocuparam municípios no interior, as fábricas pararam e os famintos saquearam o comércio. A metrópole paulistana tinha um histórico de conflitos operários e o governo temia que a revolta degenerasse numa insurreição popular, culminando numa revolução ao estilo bolchevique.
Na segunda quinzena o efetivo governista, ao comando do general Eduardo Sócrates, chegava a 15 mil homens do Exército e das forças estaduais — entre elas, a Brigada Militar do Rio Grande do Sul, em gesto de reaproximação de Borges de Medeiros. A artilharia legalista bombardeou indiscriminadamente o território rebelde, matando civis, destruindo fábricas e residências e criando centenas de milhares de refugiados. Ao final do conflito a prefeitura contou 503 mortos e 4 846 feridos, dos quais dois terços eram civis. Os pedidos de interrupção do bombardeio por motivos humanitários foram recusados pelo governo. A pressão legalista expulsou os rebeldes de São Paulo, no dia 27, mas nos meses seguintes milhares de homens transferiram-se ao extremo oeste do Paraná, onde prolongaram a luta.

### Multiplicação das revoltas

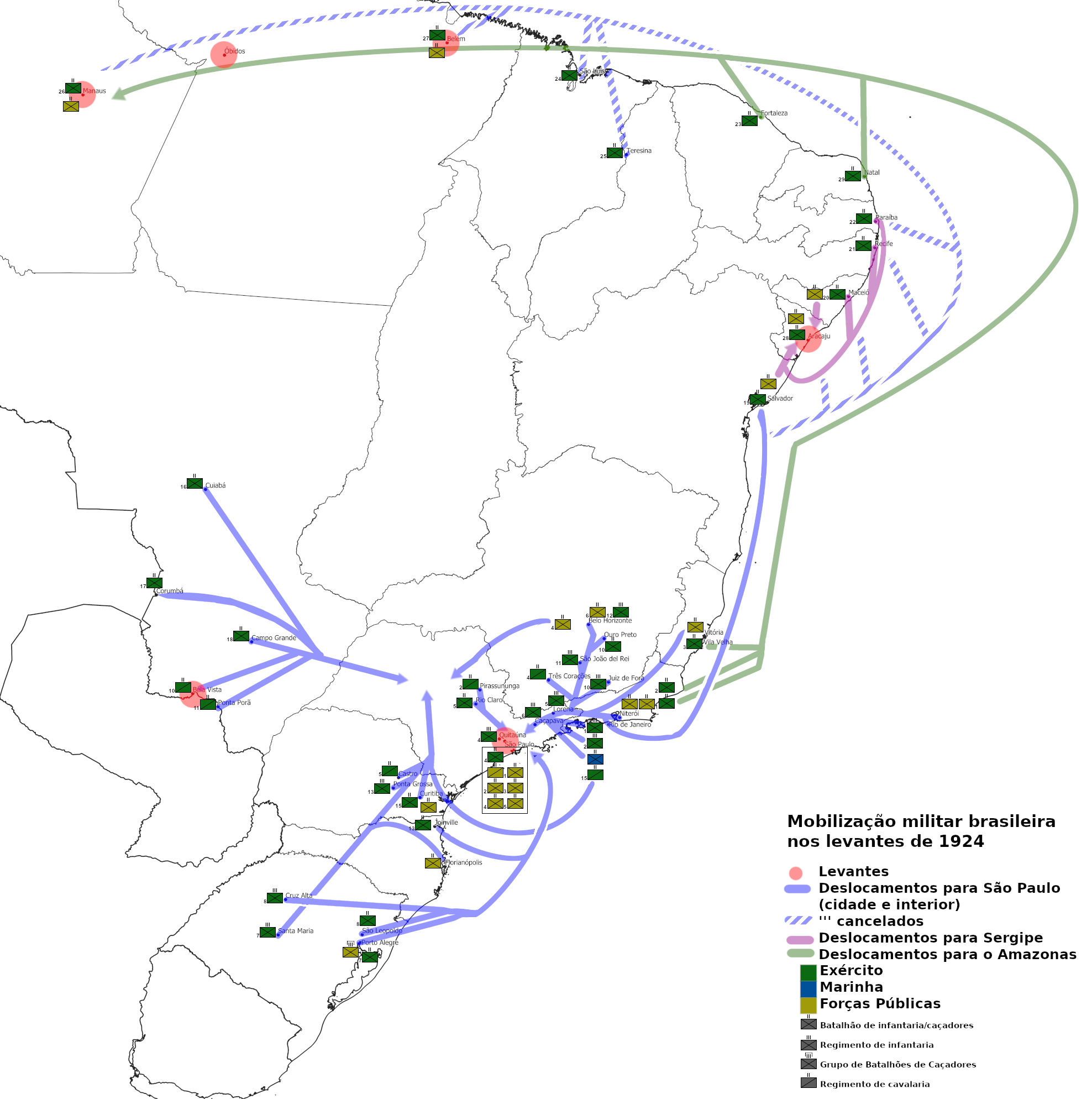
Levantes militares e deslocamentos legalistas em julho a agosto de 1924

A permanente ameaça revolucionária pairou sobre o mandato. A "guerra civil de 1924" teve duas grandes frentes, uma de São Paulo ao Paraná e outra na bacia amazônica. As revoltas militares alastraram-se pelo país: em Bela Vista, Mato Grosso, no dia 12, Aracaju, em Sergipe, no dia 13, Manaus, no Amazonas, no dia 23, e Belém, no Pará, no dia 26. Nos casos do Norte e Nordeste, os próprios batalhões que deveriam embarcar para o Sudeste eram sublevados pela baixa oficialidade. O alto comando militar se viu obrigado a cancelar deslocamentos dos demais batalhões para apagar os incêndios.
O Sergipe e Amazonas chegaram a ter efêmeros governos revolucionários, respectivamente de 21 e 30 dias de duração. No segundo caso, os revoltosos controlaram a maior parte da Flotilha do Amazonas e o Forte de Óbidos, no trecho mais estratégico do rio Amazonas. Entretanto, o fracasso da revolta em Belém prendeu-os a seu território na Amazônia. O general João de Deus Mena Barreto subiu o rio com um destacamento legalista do Exército e Marinha. A guarnição de Óbidos abandonou a cidade após um breve ataque aéreo e o governo em Manaus se entregou às autoridades. O poder não foi devolvido ao governador deposto, César do Rego Monteiro, mas entregue a um interventor federal. O projeto de intervenção do senador Barbosa Lima argumentou com base no autoritarismo do governo deposto e nos atrasos de seus pagamentos ao funcionalismo público, pontos que já haviam sido levantados pelos rebeldes.

### Base de apoio legalista

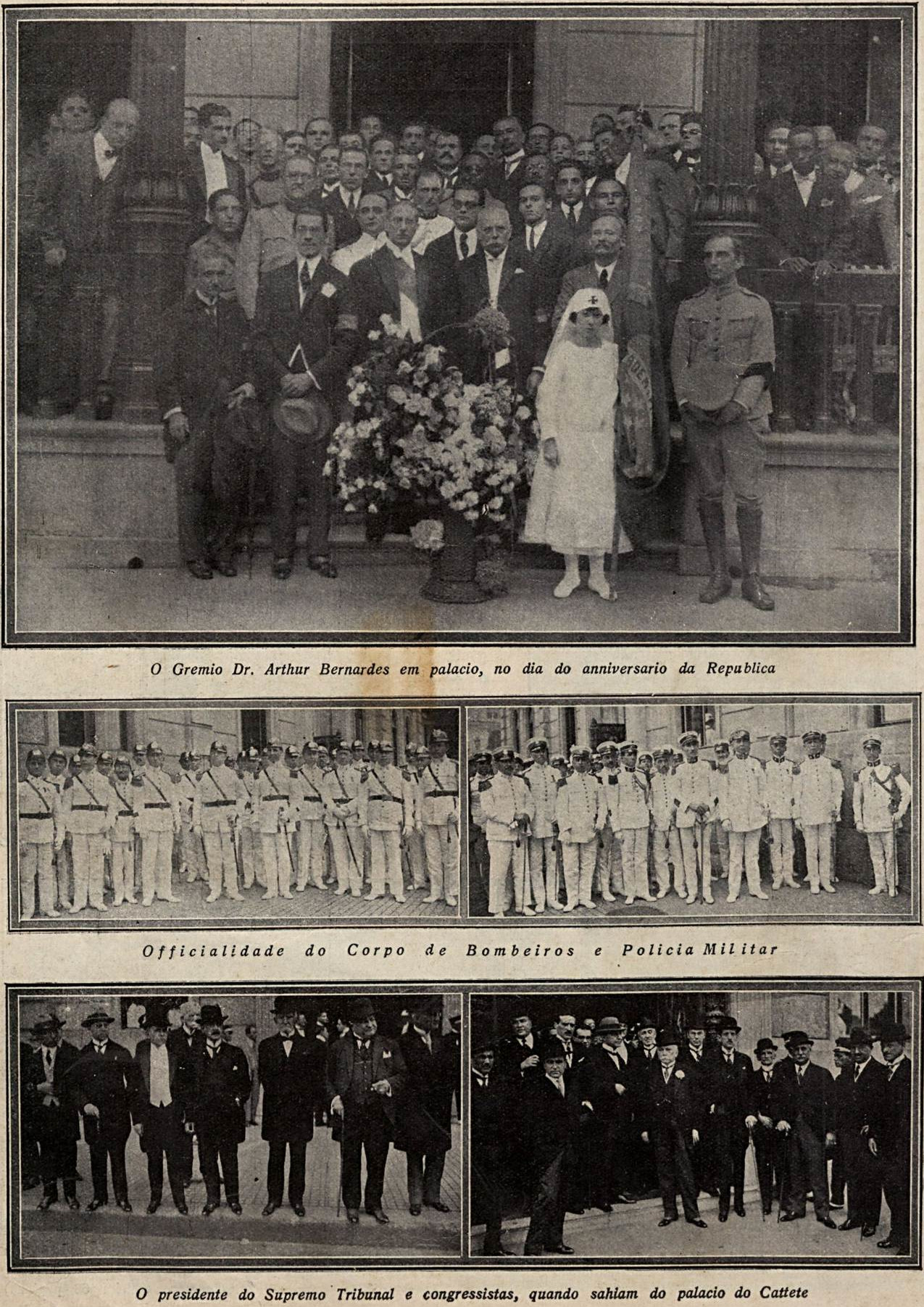
Militares e políticos prestam solidariedade ao presidente da República em 15 de novembro

Paralelamente às batalhas em São Paulo e outras cidades, o novo estado de sítio foi mais repressivo que os períodos anteriores. As notícias sobre as revoltas foram postas sob censura. Prisões em massa, sem inquérito, lotaram os cárceres do Rio. Eram jornalistas, operários simpatizantes da revolução, especialmente anarquistas, mas também mendigos, desocupados e outros capturados nas "canoas", varreduras de determinadas ruas em horas específicas. Prisioneiros políticos compartilharam celas com criminosos comuns. As condições podiam ser muito precárias, e por falta de espaço, muitos ficaram nos porões de navios-prisão ou em ilhas da baía de Guanabara. Detenções e torturas de rebeldes, simpatizantes, suspeitos e parentes repetiram-se por todo o país.
Muitas conspirações foram descobertas pela polícia política antes de se materializar. Atentados a bomba surgiram em setembro, e em 20 de outubro a polícia prendeu Protógenes Guimarães, cabeça de um movimento revolucionário na Armada. Em 4 de novembro revoltosos assumiram o controle do encouraçado São Paulo, mas este, como medida de precaução, estava quase sem munição, e nada pôde fazer além de navegar ao exílio em Montevidéu.
A preocupação maior do governo estava no Rio Grande do Sul, onde uma nova revolta estourou no final de outubro. De um lado, militares tenentistas e a oposição gaúcha, e do outro, os governos estadual e federal. Este movimento não conseguiu ameaçar o maior polo militar do estado, Santa Maria. No oeste do Paraná, os remanescentes da revolta em São Paulo resistiam numa longa guerra de trincheiras contra o general Cândido Rondon, que chegou a comandar um efetivo de 12 mil homens.
O 15 de novembro, data da Proclamação da República e segundo aniversário do mandato, foi repleto de homenagens ao presidente da República no Palácio do Catete. As medidas de segurança eram estritas: somente os ministros e altas personalidades puderam estacionar nas alamedas do jardim, e até as pessoas que passavam de bonde em frente ao palácio eram revistadas. Os governadores explicitaram sua lealdade. As altas patentes das Forças Armadas já haviam confirmado seu apoio ao governo desde julho. Os tenentistas podiam ter ao seu lado as classes médias urbanas, mas foram totalmente abandonados pela classe política, que cerrou fileiras em defesa da ordem, receosa de tumultos populares. O governo federal e os estaduais, as oligarquias rurais e urbanas e grande parte do Exército formavam uma frente única situacionista. Empoderados pelo estado de sítio, estavam dispostos a sacrificar o liberalismo político para esmagar os opositores.

### Visita de Humberto de Savoia

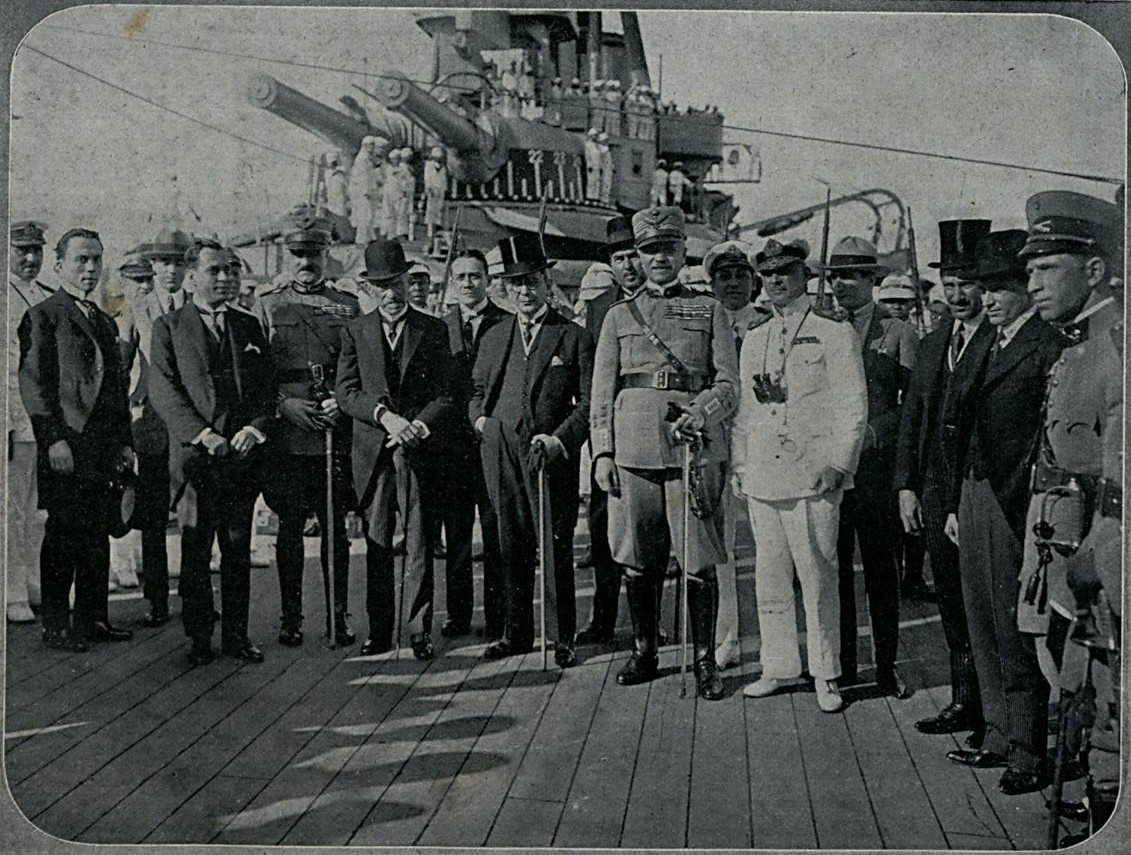
Umberto de Savoia, Pietro Badoglio e Félix Pacheco a bordo do encouraçado São Paulo

Salvador, na Bahia, recebeu visitas oficiais do príncipe Humberto de Savoia, herdeiro ao trono italiano, em 26–30 de julho e 9–18 de setembro. A missão diplomática italiana visitava o Brasil e mais três países sul-americanos, a Argentina, Chile e Uruguai, para representar o regime de Benito Mussolini aos respectivos governos e à diáspora. O príncipe desejara conhecer São Paulo, destino lógico pela grande concentração de imigrantes italianos, mas a revolta em curso excluiu essa opção. O Rio de Janeiro foi também excluído, pois ainda era considerado instável. A Bahia, por outro lado, era segura e o governo Calmon desfrutava da confiança do presidente da República. O ministro das Relações Exteriores, a bordo do encouraçado São Paulo, representou o governo brasileiro na segunda visita.
Apesar da publicidade para atrair mais imigrantes, a imigração italiana em São Paulo diminuiu sensivelmente entre 1925 e 1929. Pietro Badoglio, embaixador da Itália no Brasil, não se agradou com a transferência da viagem do príncipe e muito menos do bombardeio legalista em São Paulo, que atingiu pesadamente os bairros da colônia italiana, a Mooca e o Brás. Consulados estrangeiros no Brasil receberam críticas e pedidos de neutralidade a seus cidadãos durante os combates de 1924, muitas vezes sem resposta. A destruição de propriedades britânicas e a censura a jornalistas americanos completavam o prejuízo das revoltas na política externa. A imagem do país no exterior era desgastada pelo contraste entre o autoritarismo interno e a participação ativa na Liga das Nações, onde diplomatas brasileiros trabalhavam em questões como a distribuição de passaportes a refugiados e minorias étnicas. Em 1924 o Brasil tornou-se o primeiro país a operar uma legação com status de embaixada em Genebra.

### Ajuste deflacionário

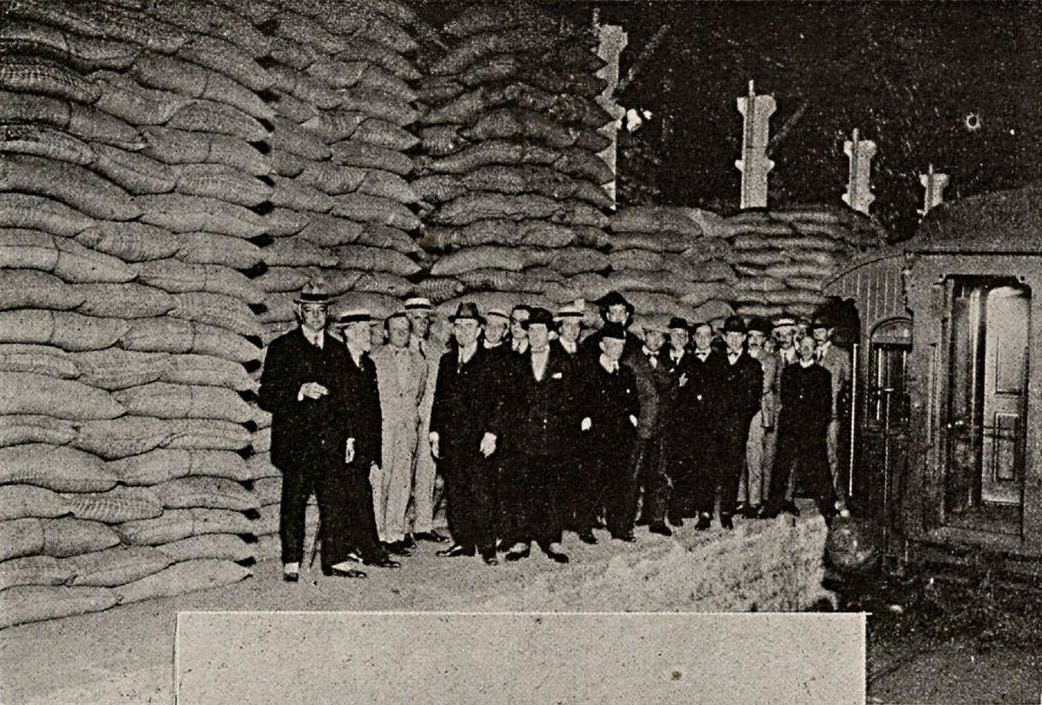
Café retido num dos "armazéns reguladores" em 1924

Os rumos da política econômica inverteram-se no final de 1924: em novembro o governo federal abandonou a defesa do café, deixando a tarefa aos estados (especialmente São Paulo), e em 27 de dezembro exonerou Sampaio Vidal e Cincinato Braga, substituindo-os pelo pernambucano Aníbal Freire, no Ministério da Fazenda, e o gaúcho James Darcy no Banco do Brasil. O pretexto imediato foi a crítica recebida pelo contrato entre o governo federal e o Banco do Brasil na Comissão de Finanças e Justiça da Câmara, no dia 17. O deputado Aníbal Freire apontou que várias disposições do contrato não tinham base no decreto que o fundamentava. Sampaio Vidal e Cincinato Braga, que já tinham sido interrogados pelo presidente sobre as emissões, pediram exoneração. O governo rachou com os paulistas na economia, sem os perder como aliados na política, pois Minas e São Paulo partilhavam interesses imediatos.
As nomeações e o abandono da defesa federal do café eram complementares. O preço do café estava subindo e a safra foi menor, mas os cafeicultores, com pouca liquidez e aguardando a liberação de estoques, queriam um novo método de valorização. Ao mesmo tempo, o governo falhava nas suas metas econômicas. A inflação continuava a subir, e o preço dos alimentos era preocupante. O crescimento das exportações foi anulado pelo progresso paralelo das importações. As emissões do Banco do Brasil chegaram a 400 mil contos em junho, embora não diretamente para o redesconto das notas de café. Os gastos com as revoltas militares estouraram o limite legal (600 mil) e a circulação chegou a 753 mil contos no início de outubro.
Bernardes passou a discordar dos "emissionistas" no velho debate sobre a valorização do café. O comportamento do Banco do Brasil foi criticado pelos defensores da economia ortodoxa, entre eles o deputado Antônio Carlos. Em janeiro ele revelara a Montagu que Bernardes desaprovava do esquema de valorização do café e culpava as emissões pela desvalorização do câmbio. A Missão Montagu concordava com as críticas à defesa do café, pois ela submetia o dinheiro em circulação a pressões fortes e aleatórias. Deixar o Banco do Brasil continuar a emitir impediria uma futura reabertura de negociações com os britânicos. Sem informar Sampaio Vidal e Cincinato Braga, Bernardes e os políticos ortodoxos planejaram medidas deflacionistas. O apoio recebido da classe política após as revoltas militares dava margem para o presidente implementar políticas impopulares.
A nova política econômica foi fortemente recessiva. O Banco do Brasil elevou a taxa de juros nas operações de redesconto e diminuiu sua quantidade. Notas do Tesouro foram retiradas de circulação. O dinheiro excedente foi incinerado. Uma contração monetária naquela escala não era vista desde a época de Joaquim Murtinho, na virada do século. As restrições monetárias foram acompanhadas de um aperto reforçado contra o déficit orçamentário. Em janeiro de 1925, grande parte dos projetos de obras públicas foram suspensos.
Oito armazéns federais de café foram vendidos ao estado de São Paulo, que fundou o Instituto Paulista de Defesa Permanente do Café. A partir de dezembro de 1925, convênios entre os estados definiram as cotas de embarque do produto. O governo federal ainda participaria através de um Fundo Nacional, financiado por um imposto de viação, para auxiliar os programas estaduais.

## 1925

### Reforma educacional
Em janeiro de 1925 o presidente promulgou a chamada Reforma Rocha Vaz, que procurava centralizar e padronizar as escolas secundárias e superiores. Ela criou o Departamento Nacional de Ensino, considerado por alguns autores como um precursor do Ministério da Educação, embora suas atribuições fossem limitadas. O Congresso Nacional diluiu as alterações da reforma, cujo efeito mais forte acabou sendo apenas a moralização do ensino através da inclusão da educação moral e cívica no programa de ensino secundário. O governo concordava com a Igreja que as questões políticas, econômicas e sociais eram, no fundo, morais.

### Guerra na Bahia
Em fins de fevereiro o governo federal criou uma comissão para negociar a paz entre o governo da Bahia e o coronel Horácio de Matos, senhor de um "estado dentro do estado" na Chapada Diamantina. Uma expedição de jagunços e soldados da Força Pública havia sitiado a cidade de Lençóis, base de operações de Horácio, para instalar um novo delegado regional para os municípios da Chapada. Em janeiro a população deixou a cidade e Horácio ficou na defensiva com seus milicianos. O major Mota Coelho, comandante do cerco, tinha vantagem numérica e de munição, mas tombou em combate numa tentativa de assalto frontal. O governo de Góis Calmon, além de derrotado na "batalha de Lençóis", foi surpreso e humilhado quando o governo federal deu vitória a Horácio. Bernardes, ligado ao coronel através do ministro Francisco Sá, usou o ministro da Agricultura, irmão do governador, para pressionar pelo fim do confronto. A nomeação do delegado foi revogada e Horácio impôs todas as suas condições.

### Desterro dos prisioneiros

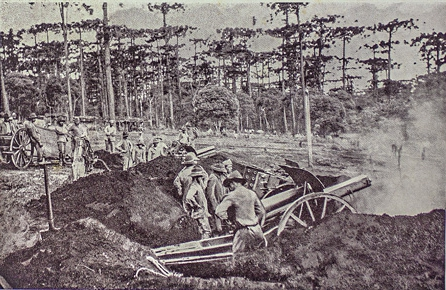
Artilharia legalista em ação em Catanduvas

O ano de 1925 começou com o estado de sítio vigorando no Distrito Federal, Rio de Janeiro, São Paulo, Mato Grosso, Paraná, Santa Catarina, Rio Grande do Sul, Sergipe, Pará e Amazonas. O acréscimo da Bahia, em 21 de fevereiro, deixou o sítio na sua máxima extensão territorial, vigorando na capital e dez estados simultâneos. Novamente houve uma prorrogação até o final do ano. O Congresso votava maciçamente a favor do estado de sítio, e segundo o historiador Neil Macaulay, "dizia amém a tudo". Mas sua minoria oposicionista era a última oposição organizada, que apresentava projetos de anistia e usava a tribuna para noticiar as revoltas e denunciar torturas a prisioneiros.
O ano também começou com a recente transformação em presídio político de dois pontos remotos e isolados: a ilha oceânica de Trindade e o Núcleo Agrícola Cleveland, na fronteira com a Guiana Francesa. Clevelândia foi sugerida pelo ministro da Agricultura para calar os insistentes pedidos de habeas corpus. Ele argumentou com base no Serviço de Profilaxia do Pará, que atestava a salubridade do local. Bruno de Almeida Magalhães alegou que "pereceram alguns prisioneiros", mas "a lenda acerca de Clevelândia" já foi "irrespondivelmente refutada". A bibliografia especializada contradiz esta defesa, demonstrando uma elevada mortalidade dos prisioneiros por maus-tratos e doenças tropicais. Carlo Romani chega a qualificar Clevelândia como um campo de concentração.
Grande parte das mortes em Clevelândia foram pela disenteria bacilar introduzida por prisioneiros de guerra de Catanduvas, na campanha do Paraná. Entrincheirados numa guerra convencional de posição, os defensores de Catanduvas expuseram-se ao exército legalista, que empregava as mesmas táticas. O governo, ao contrário dos tenentistas, contava com "fábricas de munição, fábricas de dinheiro e bastantes analfabetos para jogar contra as nossas metralhadoras", nas palavras do capitão Luís Carlos Prestes, comandante dos remanescentes da revolta no Rio Grande do Sul.

### Coluna Prestes

Área de abrangência do estado de sítio, com a data da primeira promulgação em cada estado

A vitória em Catanduvas permitiu a expulsão dos demais tenentistas do território brasileiro. Em 29 de abril os remanescentes das revoltas de São Paulo e Rio Grande do Sul escaparam para o Paraguai. O governo Bernardes "emergira do seu severo teste mais forte do que nunca". O presidente recebeu das mãos do ministro do Exterior o telegrama do general Rondon anunciando estar "restabelecida a ordem no Paraná e Santa Catarina e, quiçá, em todo o Brasil". Bernardes não estava tão otimista. Em maio os rebeldes, reorganizados na "Coluna Prestes", atravessaram a fronteira em Mato Grosso e reacenderam a guerra. Com 800 a 1 400 homens, a Coluna não tinha força para marchar contra o Rio de Janeiro. Embrenhados no vasto e desconexo interior do país, os rebeldes evadiam-se das colunas de perseguição legalistas, que puseram milhares de soldados em campanha.
Ao final de junho, perseguida pelos legalistas de Bertoldo Klinger, a Coluna adentrou Goiás. Em agosto, planejando entrar na Bahia pela margem leste do rio São Francisco, a Coluna penetrou em Minas Gerais, mas voltou atrás quando encontrou forças legalistas no rio. No Nordeste, esperavam receber adesões civis e militares para se fortalecer a uma possível ofensiva contra o Rio de Janeiro, aproveitando a recente guerra civil na Bahia. Em novembro a Coluna entrou no Maranhão, antevendo até mesmo a possibilidade de uma "posse efetiva e duradoura" do estado, e no mês seguinte no Piauí, intentando capturar a capital estadual, Teresina, dos legalistas desmoralizados. 90% da população deixou a cidade, e o general João Gomes propôs abandoná-la e reconquistá-la com artilharia, de modo semelhante a São Paulo. O governador Matias Olímpio de Melo perseverou em resistir na sua capital e telegrafou ao Rio de Janeiro, recorrendo ao ministro Félix Pacheco e aos parlamentares conterrâneos para pressionar Bernardes. Ao encontrar forte resistência, chuvas constantes e uma epidemia de malária, os rebeldes levantaram o cerco em 30 de dezembro e prosseguiram a leste.

### Sobrevivência do regime

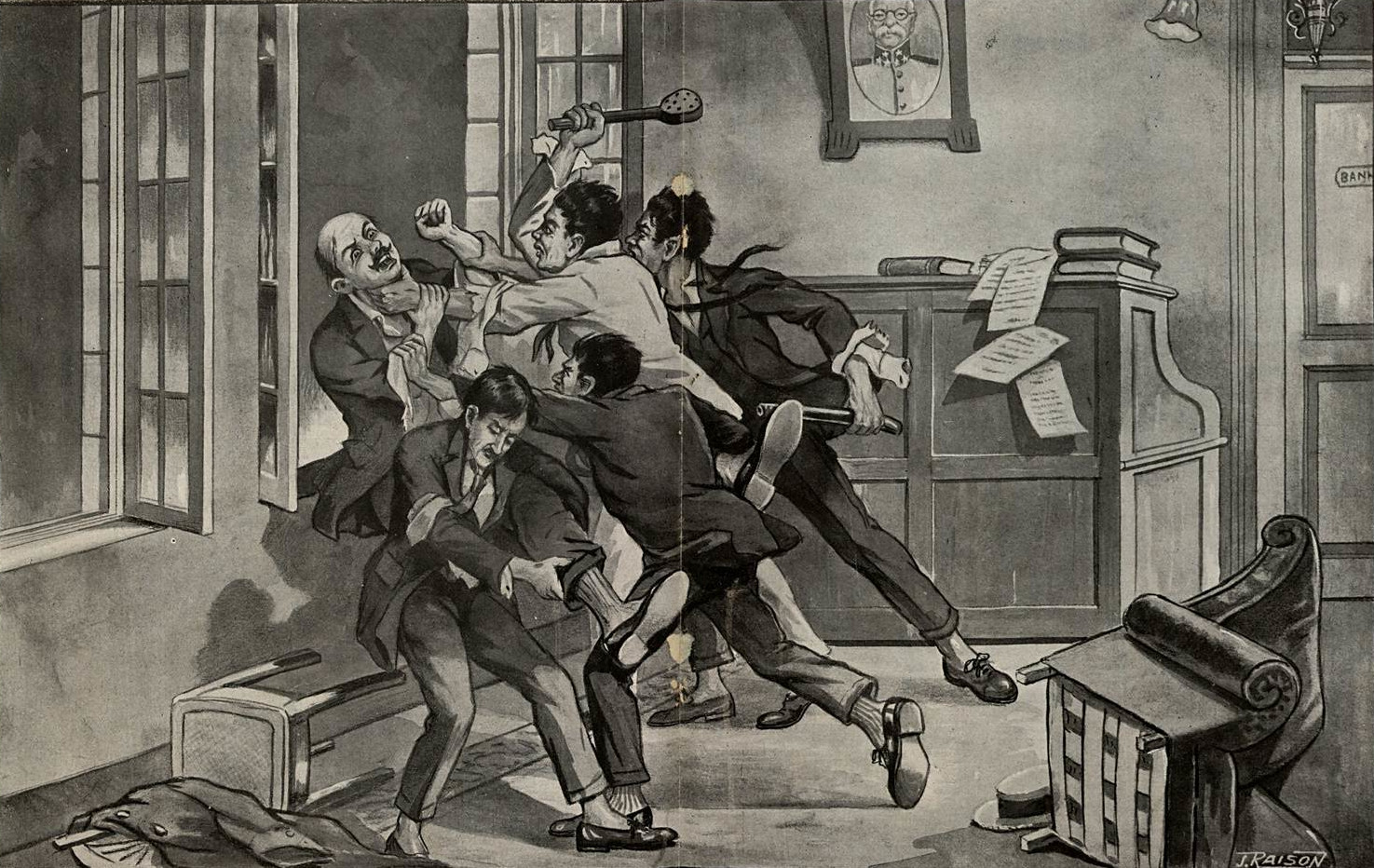
Morte do comerciante Conrado Niemeyer na janela da 4.ª Delegacia, conforme o relato da acusação

Teresina foi a única grande cidade atacada pela Coluna. Os rebeldes, empurrados para o interior, esquivavam-se da civilização e das reservas militares, sem ameaçar a capital federal. O governo Bernardes permanecia em controle total. O Exército, desde Catanduvas, não era mais um perigo sério. O que a Coluna conseguiu foi desacreditar o Exército e o governo central. Os oficiais da força federal mostraram pouco ânimo para lutar contra seus companheiros sublevados. Somente as forças estaduais e batalhões patrióticos ganharam prestígio. A população resistiu evadindo-se do sorteio militar: 73 250 jovens foram convocados ao Exército em 1925, dos quais 59 638 não se apresentaram. A historiografia costuma narrar a Coluna Prestes em termos do fracasso da perseguição do Exército. Mas a campanha legalista teve também outro aspecto: enormes contingentes federais operaram em regiões quase desprovidas de agentes do poder central. O governo federal se viu fortalecido para intervir nos assuntos do interior.
O Rio continuava a ser a principal fonte de preocupações. Em maio, desertores do Exército tentaram tomar o 3.° Regimento de Infantaria, a meros cinco quilômetros do Catete. Em julho o empresário Conrado Niemeyer, preso por acusação de fornecer explosivos a conspiradores, supostamente se suicidou pulando de uma das janelas da Polícia Central. O temor das conspirações derrubou até o chefe da 4.ª Delegacia, interrogado e exonerado em setembro por uma viagem suspeita a São Paulo. Carlos Reis foi substituído por Francisco Chagas.
No restante do país, pequenas revoltas ainda apareciam em solidariedade à Coluna Prestes. Ainda em maio, incidentes em São Paulo e Barretos. Em outubro, uma incursão fronteiriça de rebeldes exilados ao Rio Grande do Sul. Consulados brasileiros na Bolívia, Paraguai, Argentina e Uruguai colaboraram com agentes de inteligência das Forças Armadas para monitorar as comunidades de exilados tenentistas e coibir o contrabando de armas.

## 1926

### Campanhas no Nordeste

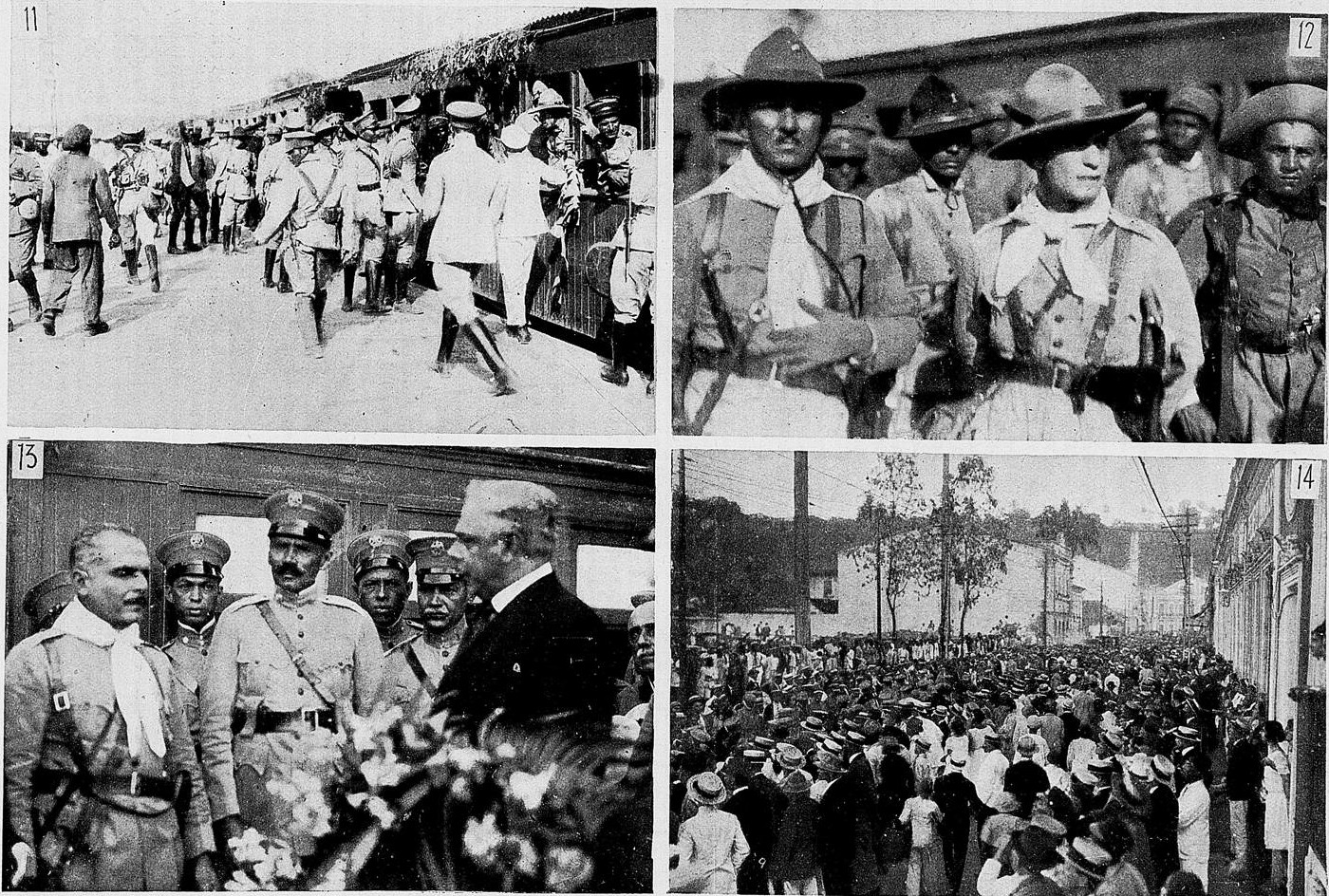
Regresso a Salvador de um batalhão da Força Pública que combateu os tenentistas

Ao início de 1926, a Coluna Prestes atravessou o Ceará, Rio Grande do Norte, Paraíba e Pernambuco, alcançando a divisa com a Bahia, às margens do rio São Francisco, em 25 de fevereiro. O mês foi de atmosfera tensa no Recife, com patrulhas militares nas ruas e rumores de uma invasão pelos rebeldes ou do cancelamento do Carnaval. Artistas e intelectuais de cinco estados nordestinos (destacando-se o discurso de Gilberto Freyre) realizaram um congresso na capital pernambucana para discutir a decadência de sua região. No dia 18, logo após a Quarta-Feira de Cinzas, Cleto Campelo, tenente da guarnição do Recife, e outros 26 revolucionários iniciaram uma revolta própria e tentaram se unir à Coluna Prestes, mas foram interceptados em Gravatá. No mês anterior, os líderes da revolta sergipana de 1924, presos no mesmo quartel onde fizeram a primeira tentativa, tentaram outra vez, mas foram imediatamente dominados.
O comando geral das forças legalistas no teatro nordestino coube ao general João Gomes, substituído em abril por Álvaro Mariante. O governo recorria a todos os aliados possíveis — padres, coronéis (incluindo Horácio de Matos), jagunços e caudilhos. Até o cangaceiro Lampião recebeu a patente de capitão do Exército, constrangendo a oposição no Congresso e os governos de quatro estados que haviam assinado um convênio de caça a ele. Modernos armamentos foram distribuídos com liberalidade às forças irregulares (batalhões patrióticos), e desta forma, fuzis Mauser de uso do Exército caíram nas mãos de criminosos. O ano de 1926 foi um apogeu no banditismo sertanejo.
A guerra era cada vez mais odiosa. Em Piancó, Paraíba, os rebeldes executaram o chefe político e líder da resistência legalista, o padre Aristides. Grupos de jagunços armavam emboscadas contra a Coluna. A propaganda do governo tachava os rebeldes de bandidos e jagunços. Em grande parte do país, as populações recebiam a Coluna com apreensão ou mesmo hostilidade, devido às suas requisições de comida e suprimentos. Ambos os lados cometeram violências contra as populações do interior. Em junho, um cônsul americano comentou que na Bahia, "as tropas federais e estaduais cometeram depredações muito piores do que qualquer atribuída aos rebeldes". Em carta a Luís Carlos Prestes, o padre Cícero Romão Batista reconheceu o patriotismo do movimento, mas recomendou a rendição: "Deveis refletir ainda na viuvez e na orfandade que, com penalizadora abundância, se espalham por toda a parte".
Quando tentou uma incursão ao norte de Minas Gerais, de maio a abril, a Coluna encontrou reforços governistas, concentrados através da malha ferroviária mais densa daquele estado, e teve que recuar. Em segredo, sua liderança decidiu emigrar. Em junho, o governo reforçou Salvador, informado da presença dos rebeldes a 170 quilômetros da cidade, mas esta era uma operação de despistamento. Manobrando por Pernambuco, Piauí e extremo noroeste da Bahia, os revoltosos entraram em Goiás em 20 de agosto.

### Trocas de comando na polícia

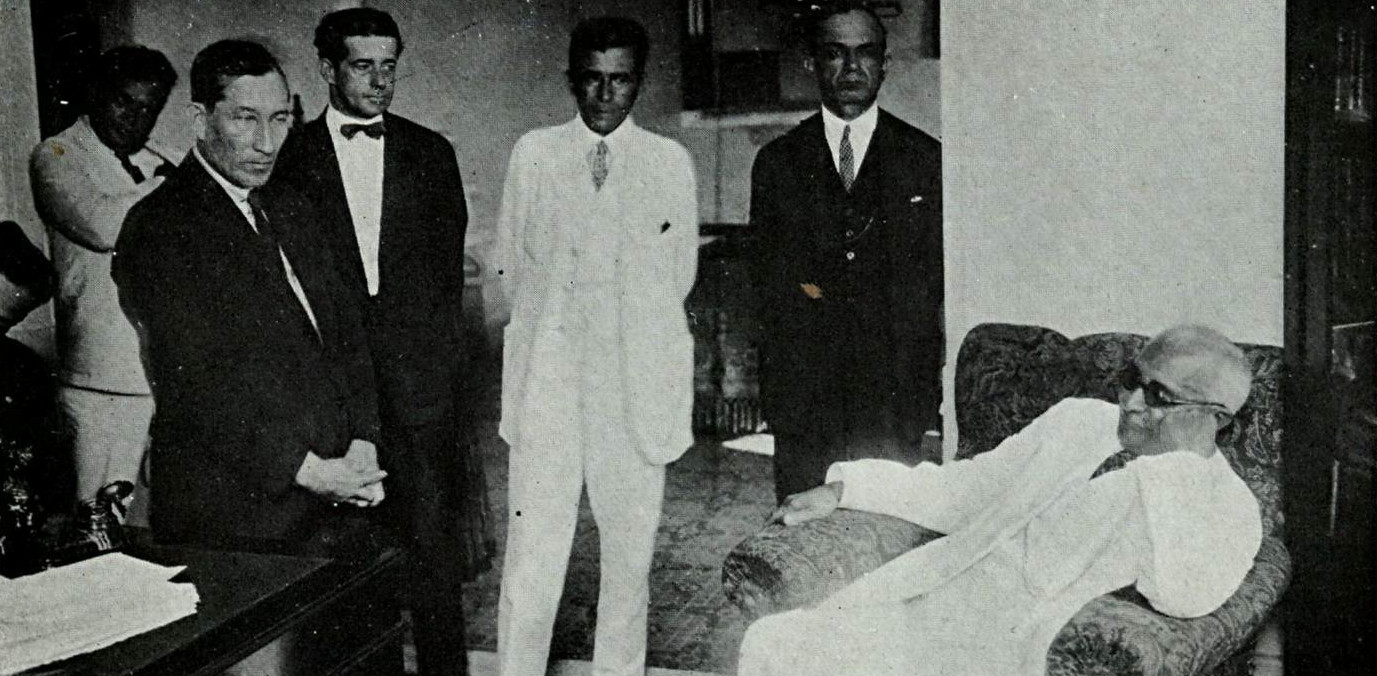
O marechal Fontoura, aposentado, depõe sobre o caso Niemeyer em 1927

Em 8 de abril os jornais anunciaram a exoneração de Carneiro de Fontoura da chefia de polícia do Distrito Federal. O motivo era sua demissão do delegado Renato Bittencourt, da 17.ª Delegacia de Polícia. Sob ordens do ministro da Justiça, o delegado havia reprimido pontos do jogo do bicho até então intocados pela polícia. O marechal Fontoura alegava que a demissão era puramente disciplinar, mas não convenceu a Bernardes. Chegara às suas mãos um dossiê ligando o marechal aos grandes chefes do jogo do bicho, como João Pallut, Pereira, Cavanellas, Cropalatos, Metelle e Alvin. Suas propinas mensais, conforme o dossiê, eram distribuídas entre os altos escalões da Polícia Central. Mário de Lacerda, 2.ª Delegado Auxiliar, era indicado e compadre do contraventor Guimarães das Linhas, em prol do qual protegia os clubes e grandes sociedades que sediavam a jogatina. João Pallut, segundo o depoimento do delegado Bittencourt, encontrou Fontoura no salão nobre da Polícia Central. Logo em seguida, o marechal tornou sem efeito as transferências de policiais solicitadas pelo delegado.
Oficialmente, a exoneração foi "a pedido". Fontoura retaliou com uma carta ao presidente, com cópias entregues aos jornais, no qual recusava a "generosa oferta que me fez de uma comissão na Europa como prêmio aos serviços que prestei ao país". A 4.ª Delegacia monitorou sua casa. Bernardes nomeou como novo chefe de polícia o ex-procurador criminal de São Paulo Carlos da Silva Costa, experiente promotor público e responsável pela acusação aos envolvidos na revolta de 1924. Para o governo, era um homem culto, que abominava a violência; para a oposição, "um homem das trevas".
A situação era mais calma no Rio de Janeiro, e o novo chefe buscou acalmar a opinião pública e retomar a rotina do trabalho policial, sem empregar os poderes do estado de sítio. Este ainda vigorava, prorrogado, até o final do ano. Para a 4.ª Delegacia Auxiliar, Silva Costa indicou o tenente-coronel Bandeira de Mello, crítico das gestões anteriores: "a polícia política entre nós causou uma quase completa paralisia do verdadeiro trabalho de investigação, e teve o efeito de relaxar a disciplina". O número de conspirações diminuiu sensivelmente em 1926, mas o adido militar americano comentou que "o serviço aéreo do Exército permanece paralisado", pois "o sr. Bernardes não tem confiança em um numeroso contingente do Exército e não quer correr o risco de ser bombardeado".

### Saída da Liga das Nações

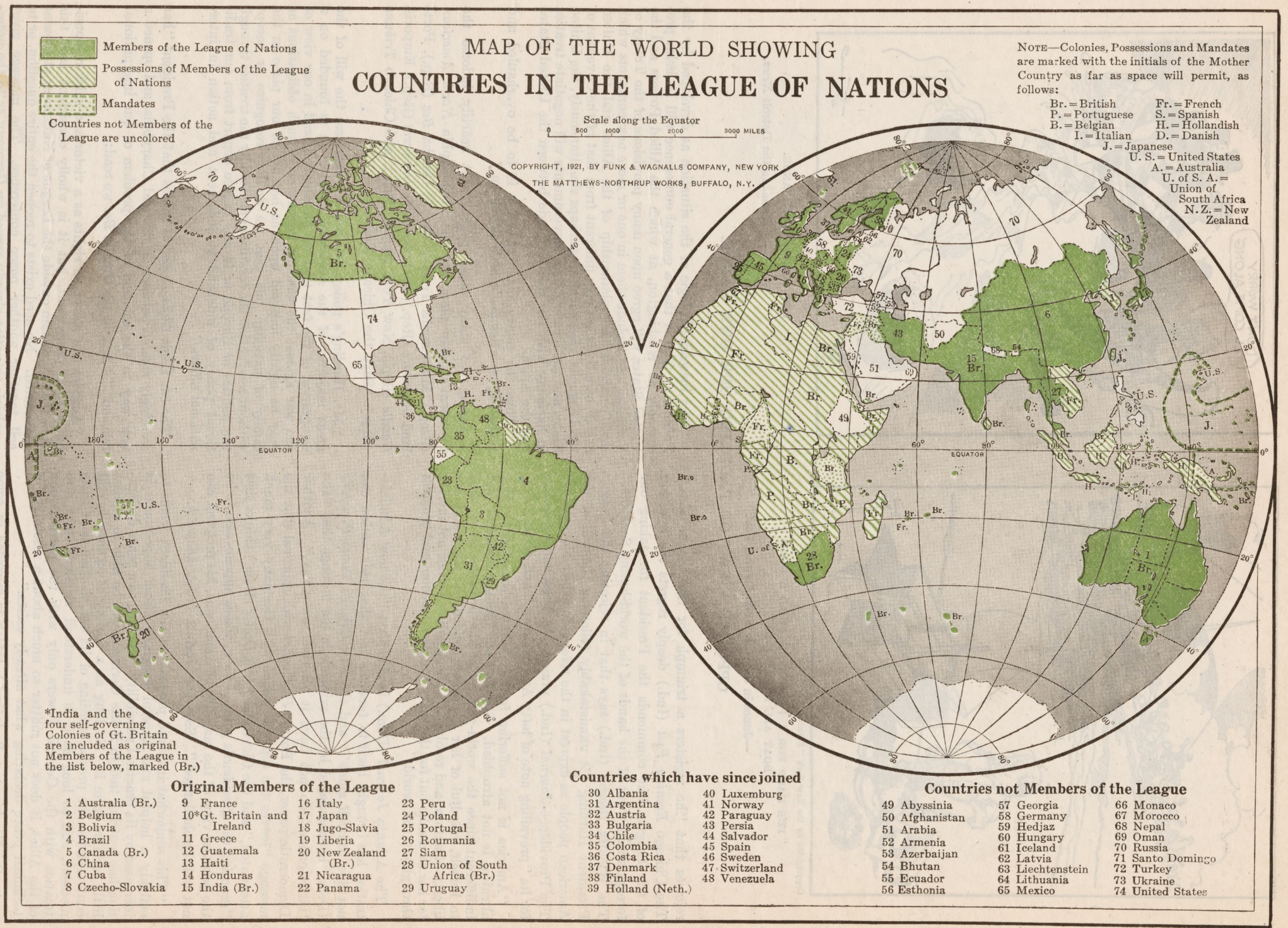
Países-membros da Liga das Nações em 1921, antes da saída do Brasil e admissão da Alemanha

A maior mudança nas relações exteriores brasileiras durante o quadriênio foi a saída da Liga das Nações, em 10 de junho de 1926. Esta foi a culminação e derrota da campanha para obter um assento permanente no Conselho Deliberativo da instituição. A solicitação de ingresso da Alemanha na Liga (e no Conselho), em 1925, foi a oportunidade que Bernardes escolheu para pleitear um assento permanente. Como forma de pressão, em março o Brasil anunciou seu veto à admissão da Alemanha, argumentando com base na igualdade entre as nações na Liga e na crítica ao que era visto como a europeização da organização. O Brasil alegava representar o continente americano, mas diplomatas dos países latino-americanos pediram a suspensão do veto. Bernardes superestimou a importância do país, pois a normalização diplomática da Alemanha nos Tratados de Locarno era uma preocupação muito maior às potências europeias, que trataram o Brasil com superioridade e desinteresse. O Conselho formou uma comissão para reorganizar sua composição, na prática, para excluir o Brasil.
A próxima jogada foi a ameaça de deixar a Liga, de forma a desprestigiar a organização. O Brasil parecia ter algumas chances, pois a França originalmente apoiava sua candidatura a um assento permanente até mudar de atitude por motivos geopolíticos. Quando a ameaça não foi levada a sério, o país teve que manter sua palavra e abandonar a Liga. Pelas normas da organização, a saída só se efetivou dois anos depois. A literatura sobre o tema baseou-se principalmente nos opositores do presidente, concluindo que a saída brasileira da Liga foi um fiasco diplomático, no qual Bernardes, movido por considerações de opinião pública interna, impôs sua vontade contra a recomendação dos diplomatas. Estudos mais recentes argumentam que o presidente estava informado da geopolítica, querendo mostrar no exterior que o Brasil tinha opinião própria, e que o fiasco foi também do sistema internacional como um todo. Segundo Bruno de Almeida Magalhães, o momento "foi talvez a única vez que Bernardes gozou popularidade" no seu mandato.

### Saldo na economia

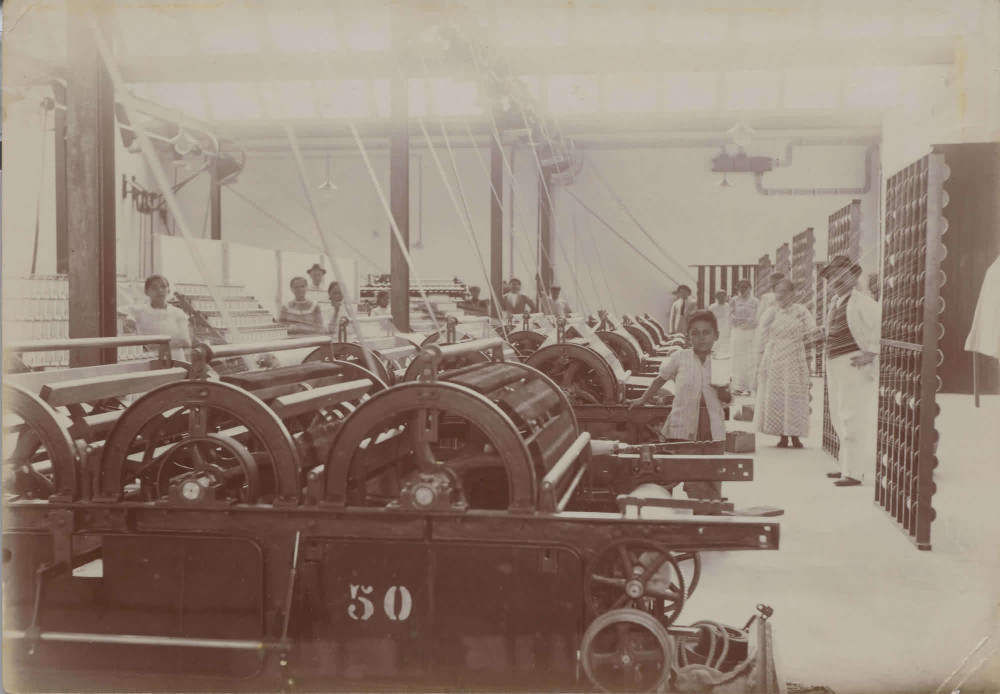
Fábrica de linhas em Pedra Branca, Alagoas

A atividade produtiva carregou o ônus da política recessiva de 1925–1926. A produção industrial, em recuperação desde 1922, estagnou no nível de 1924, que já havia sido baixo devido aos combates em São Paulo. A importação de bens de capital, também em crescimento desde 1923, despencou 26% em 1926. Numerosas falências ocorreram no Rio de Janeiro e São Paulo. Mas o ajuste ortodoxo cumpriu seus objetivos: o câmbio valorizou em 40% só entre agosto e outubro de 1925 e os preços caíram em 18,1% em 1926, após um crescimento médio de 17,2% nos quatro anos anteriores.
Isto não foi puramente um mérito do governo. O comércio e o investimento internacionais recuperavam-se, o preço do café estava alto, o Brasil obteve superávit no balanço de pagamentos e abriam-se oportunidades de crédito estrangeiro. Os empréstimos estrangeiros permaneceram inacessíveis em 1925; segundo o embaixador britânico, havia um acordo anglo-americano para "não emprestar dinheiro ao Brasil até que sua posição interna melhore". De maio a junho do ano seguinte, tendo provado sua disciplina fiscal e monetária, o governo brasileiro conseguiu com os banqueiros Dillon Read, de Nova Iorque, um empréstimo de 60 milhões de dólares americanos para saldar as dívidas do Tesouro e munir o Banco do Brasil de reservas internacionais.
Apesar da austeridade, o governo conseguiu incentivar a agricultura e especialmente a produção do algodão, cujos preços estavam elevados, e do fumo. O discurso oficial lembrava que o algodão era não só produto de exportação, mas também matéria-prima para a indústria nacional. Em 19 de julho de 1926 ele aumentou a taxa de importação da linha de coser, sensibilizado pela competição enfrentada pela fábrica da Cia. Agro-Fabril Mercantil, no município de Água Branca, Alagoas. Instituições como o Museu Nacional, Jardim Botânico e Instituto Biológico tiveram fomento ao seu lado econômico e científico. O governo criou estações experimentais para as culturas do algodão, tabaco e trigo, três fazendas para a difusão de sementes, dois hortos florestais e oito patronatos agrícolas.
As dificuldades financeiras desaceleraram a construção de ferrovias, mas o governo ainda tentou estimular o setor cobrando as "obrigações ferroviárias", um adicional de 10% sobre as tarifas em vigor. Esta taxa financiou diversos incentivos governamentais à aquisição de material rodante e trilhos. Três mil quilômetros de ferrovias foram construídas no período. As mensagens presidenciais ao Congresso também mencionam as medidas estudadas para descongestionar os portos de cabotagem e navegação internacional. Quanto às estradas de rodagem, Bernardes preferia que fossem construídas pelos estados, mas facilitadas pelo governo federal.
O Produto Interno Bruto (PIB) cresceu a uma média anual de 3,7% no quadriênio 1922–1926. Conforme estatísticas reunidas em 1988, o déficit orçamentário de 456,1 mil contos de réis, em 1922, caiu a 311 mil em 1923, 41,4 mil em 1924 e 18,4 mil em 1925, subindo a 219,9 mil em 1926. A taxa de câmbio em pence por mil-réis era de 6,56 em novembro de 1922, caiu a 4,84 em novembro do ano seguinte e chegou a um máximo de 7,75 em julho de 1926. O custo de vida no Rio de Janeiro, em porcentagem do valor de 1939, era de 67 em 1922, subiu a 114,6 até 1925 e caiu a 93,9 em 1926.

### Reforma constitucional

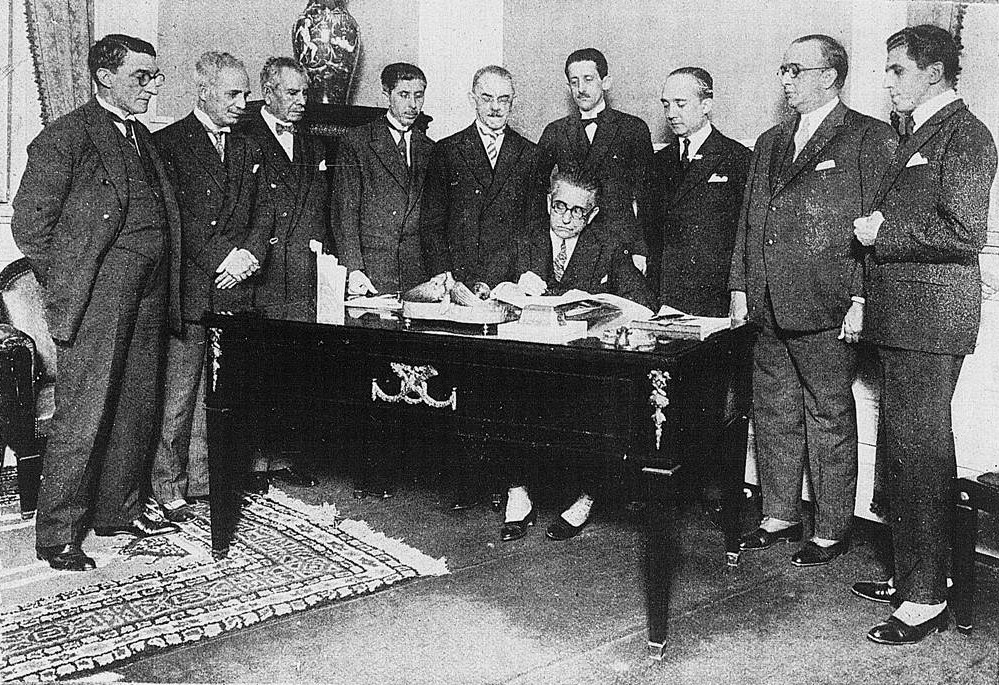
Vice-presidente Estácio Coimbra assina as emendas no Senado

Em 3 de setembro de 1926 o Congresso aprovou a única revisão à Constituição de 1891, tendo tramitado no Congresso em dois turnos, em 1925 e 1926, sob pleno estado de sítio, revoltas militares e sucessão presidencial. O tema não comoveu a opinião pública, mas era de interesse do governo, empresariado e classe política. Bernardes inverteu a ideia de que a crise justificaria a não-alteração do estatuto político republicano. A iniciativa partiu dele, que hospedou no Catete as reuniões da comissão revisora. Por este motivo o senador Moniz Sodré chamava a proposta de inconstitucional. Mas a minoria oposicionista pouco poderia fazer, pois não chegava à quarta parte dos deputados.
A Missão Montagu teve influência clara nos trechos referentes ao orçamento: as leis teriam que tratar exclusivamente da receita e despesa fixada a serviços já criados, proibindo-se as "caudas orçamentárias". Da mesma forma, o Congresso não poderia conceder créditos ilimitados. Ele recebeu as prerrogativas de legislar sobre questões trabalhistas, a organização das secretarias dos tribunais judiciários e a limitação ao comércio em nome do bem público. O presidente da República ganhou poder de veto parcial aos projetos de lei; até então, ele só podia sancionar ou vetar o projeto inteiro.
Os estrangeiros perderam a regalia de entrar no território nacional sem passaporte em tempo de paz. Não podiam mais explorar jazidas minerais de interesse público e poderiam ser deportados pelo Executivo federal se considerados "perigosos à ordem pública ou nocivos aos interesses da República". Bernardes citou o caso dos batalhões de imigrantes que lutaram pelos revoltosos de 1924, chamando-os de "hóspedes ingratos e perigosos".
Em nome de desafogar o trabalho do STF, limitou-se a competência da justiça federal em relação à local, e do Supremo como tribunal de recursos em relação à justiça federal de primeira instância. O Congresso ganhou a prerrogativa de determinar, por legislação ordinária, quando as sentenças da justiça federal de primeira instância poderiam ser recorridas ao STF, tirando do Judiciário a independência para delimitar o sistema de apelações.
Conforme o quinto parágrafo do artigo 60, na nova redação: "Nenhum recurso judiciário é permitido, para a justiça Federal ou local, contra a intervenção nos Estados, a declaração de estado de sítio e a verificação de poderes, o reconhecimento, a posse, a legitimidade e perda de mandato aos membros do Poder Legislativo ou Executivo, federal ou estadual". Estes casos foram entendidos como questões políticas e arbitrárias, da alçada do Executivo e Legislativo. O segundo item do sexto artigo, com disposições muito gerais sobre a intervenção federal, foi substituído por uma lista de casos em que ela poderia ser pedida. Somado a isto, o habeas corpus foi restrito à sua interpretação clássica, de proteção somente à liberdade de locomoção. A doutrina brasileira usava esse instrumento para proteger todas as liberdades individuais (liberdades de imprensa, associação e representação, inviolabilidade do domicílio, etc.). Uma emenda recusada pelo Senado chegava a proibir em absoluto o habeas corpus aos detidos em virtude do estado de sítio.

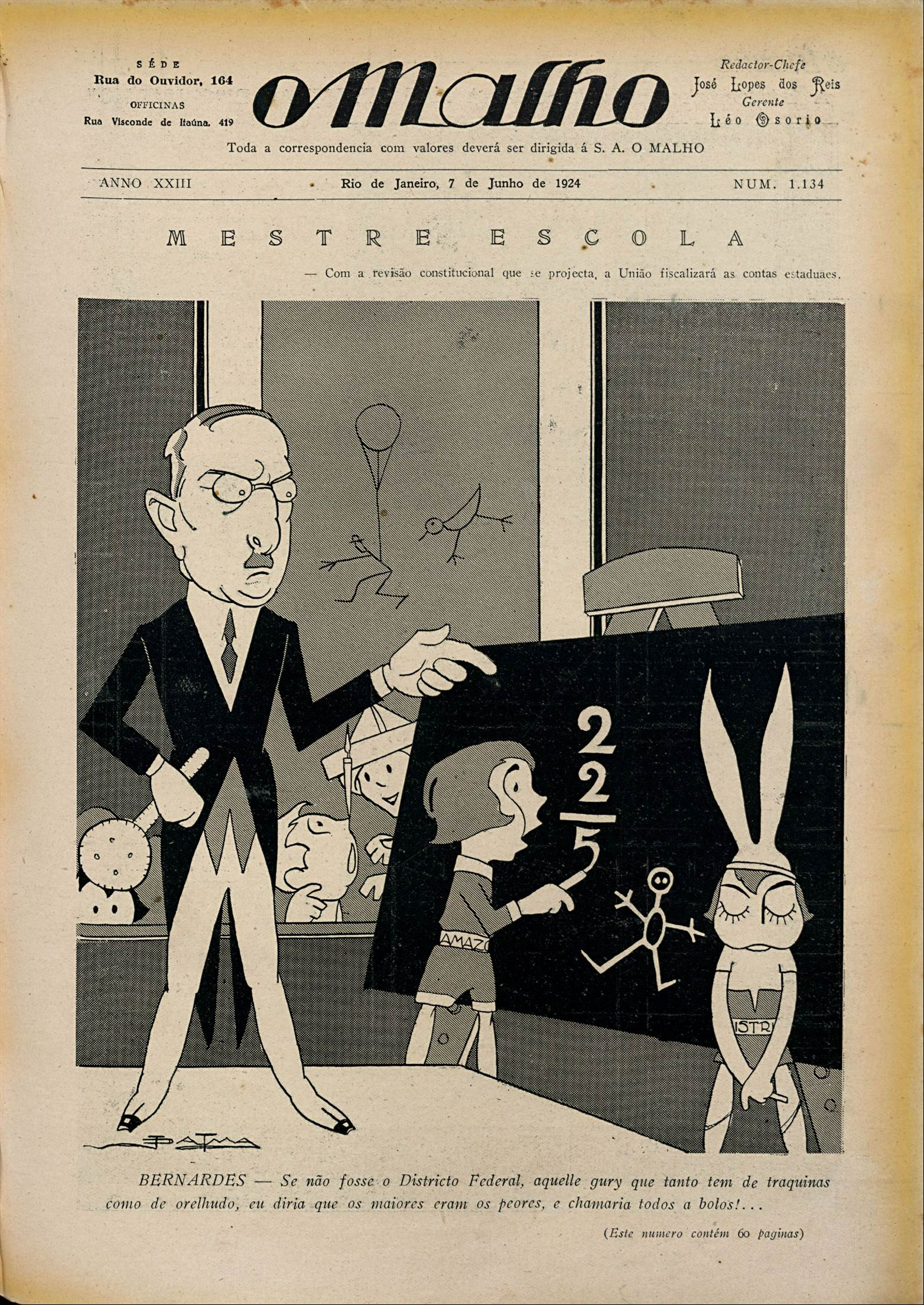
O Malho, junho de 1924: "Com a revisão constitucional que se projeta, a União fiscalizará as contas estaduais"

As emendas sobre as atribuições do Judiciário foram polêmicas. De um lado, parlamentares como o senador Epitácio Pessoa argumentavam que elas isentariam os tribunais de manchar sua imparcialidade com interesses políticos. Do outro, Moniz Sodré julgava possíveis abusos do Judiciário, ao se envolver em matérias políticas, menos preocupantes do que abusos de autoridade do Executivo e Legislativo sob estado de sítio. Os indivíduos lesados por esses atos não mais poderiam recorrer ao habeas corpus. O Executivo ainda corria o risco de posteriormente cair em crime de responsabilidade, mas isto não restituiria os direitos da pessoa lesada.
O saldo era o o fortalecimento do poder central e do Presidente da República. Notavelmente, o texto da reforma mencionou frequentemente a "integridade nacional", ao contrário dos redatores da Constituição de 1891, que procuraram enfatizar a "república federativa". O Judiciário foi enfraquecido em favor dos dois outros poderes, frustrando a ambição dos liberais de usar o STF como "Poder Moderador".
Parte da historiografia entende que a reforma foi usada contra a oposição, acusação que o historiador Hélio Silva procurou refutar argumentando que ela só foi conseguida ao final do mandato, suas condições mais específicas para a intervenção federal dificultaram a aplicação pelos governos seguintes e sua definição mais restrita de habeas corpus era normal em outros países. As principais alterações da reforma perduraram nas constituições seguintes. Já Domingos Meirelles fala numa reforma com o "propósito de eliminar direitos adquiridos", no qual "as liberdades individuais asseguradas pela Carta Magna de 1891 serão completamente varridas". O historiador Pedro Calmon elogiou a reforma por quebrar a "rigidez da Constituição liberal de 1891, imprimindo-lhe um cunho moderno, social democrático", apesar da má ocasião, fazendo-a "em ambiente fechado, sem a animação dos debates e o colorido das ideias".

### Sucessão presidencial

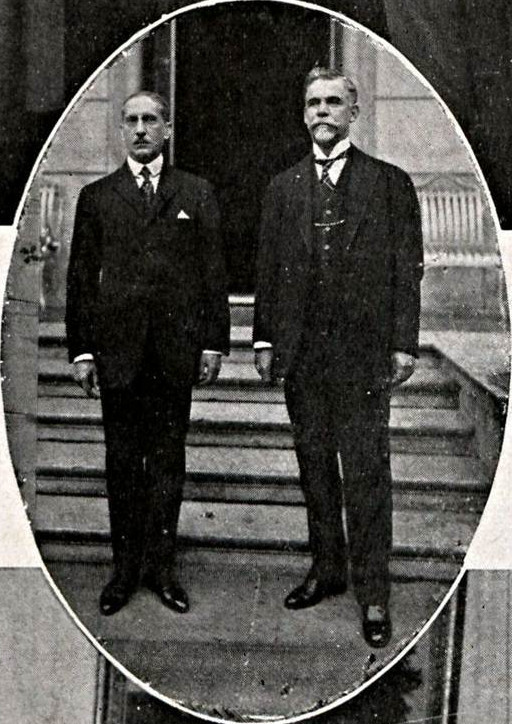
Bernardes (esq.) e Washington Luís (dir.)

A transmissão da Presidência da República de Artur Bernardes a Washington Luís, em 15 de novembro de 1926, foi tranquila, muito diferente do ocorrido quatro anos antes. As articulações começaram tarde, no terceiro ano do mandato. O Catete, Minas Gerais e São Paulo puderam decidir o sucessor com resistências apenas retóricas. Possíveis inimigos estavam desmobilizados pela repressão. O líder da maioria na Câmara, o deputado mineiro Antônio Carlos, foi a São Paulo a partir de maio de 1925. Com o governador Carlos de Campos, costurou a candidatura do senador paulista Washington Luís, aliado de Bernardes em 1922. O único problema veio de Melo Viana, governador de Minas Gerais desde 1924. Viana chegava a se imaginar o candidato de Bernardes à Presidência, criticando a candidatura de Washington Luís e flertando retoricamente com a oposição ao sugerir uma anistia aos revoltosos. O presidente resolveu o problema nomeando-o candidato à Vice-Presidência. A chapa Washington/Viana foi oficializada numa convenção nacional, em setembro de 1925, e confirmada no pleito de 1.° de março do ano seguinte, com 98% dos votos.
No segundo semestre, a meses do final do governo, jornalistas testaram os limites da censura. A polícia carioca confiscou exemplares de A Noite pelo teor audacioso da série de reportagens de Viriato Corrêa sobre a Coluna Prestes. Em setembro o Ministério da Justiça proibiu reportagens cobrindo o tópico, mas já era tarde. A repercussão era imensa e os tenentistas solidificavam, ao menos em parte da opinião pública, uma imagem de heróis e revolucionários. A Coluna continuava em campanha, mas eram seus últimos momentos. O governo não queria permitir sua fuga ao exílio e em setembro empregou reforços da Força Pública de São Paulo em Goiás. Não foi suficiente; a 22 de outubro a Coluna havia retornado a Mato Grosso e estava a 400 quilômetros da fronteira com a Bolívia. Paralelamente a esta campanha, uma última revolta estourou no Rio Grande do Sul em 14 de novembro, na véspera da posse presidencial.
A posse foi novamente sob estado de sítio, como ocorrido quatro anos atrás. Dos 1 460 dias do quadriênio, em 1 287 o sítio vigorou em algum ponto do território nacional, ou 88,15% do período. Este foi um período maior do que os estados de sítio de presidentes antecessores somados. Os primeiros momentos do novo presidente aliviaram as tensões políticas: o governo extinguiu progressivamente o estado de sítio, liberou presos políticos e suspendeu a censura. A Coluna Prestes seguiu ao exílio. Não houve, entretanto, qualquer anistia.

### Citações
1. ↑  Ferreira & Pinto 2018, Introdução e Os fundamentos do sistema político na Primeira República.
2. ↑  Malin 2015, p. 9.
3. ↑  Carone 1983, p. 344.
4. ↑  Saretta 1997, p. 225.
5. 1 2  Fritsch 1993, p. 6.
6. ↑  Viscardi 2019, p. 282.
7. ↑  Carone 1983, p. 348.
8. ↑  Silva 2004, p. 29-30.
9. ↑  Viscardi 2019, p. 65, 277.
10. ↑  McCann 2009, p. 339-342.
11. ↑  Carone 1983, p. 363-368.
12. ↑  Carone 1983, p. 371.
13. ↑  Gasparetto 2018, p. 256.
14. ↑  Viscardi 2019, p. 287, 296.
15. ↑  Souza 2017, p. 277, 340.
16. ↑  Magalhães 1973, p. 207.
17. ↑  Fritsch 1988, p. 76-77, 101.
18. ↑  Viscardi 2019, p. 277.
19. 1 2  Monteiro 1997, p. 68.
20. 1 2  Fritsch 1988, p. 78.
21. ↑  Souza 2017, p. 245.
22. ↑  Souza 2017, p. 336.
23. ↑  Souza 2017, p. 249, 289.
24. ↑  Souza 2017, p. 338-340.
25. 1 2 3 4 5  Carone 1983, p. 372.
26. 1 2 3  Viscardi 2019, p. 289.
27. ↑  Fritsch 1993, p. 3.
28. ↑  Fritsch 1993, p. 7.
29. ↑  Fritsch 1988, p. 104.
30. ↑  Calmon 1939, p. 307.
31. ↑  Carone 1989, p. 37.
32. ↑  Malin 2015, p. 20-21.
33. ↑  Calmon 1939, p. 317-318.
34. 1 2  Romani 2011b, p. 172.
35. ↑  Cunha 2011, p. 57, 90-92.
36. ↑  Cunha 2011, p. 62-63.
37. 1 2  Cunha 2011, p. 154.
38. ↑  Romani & 2011b 171.
39. ↑  Carone 1983, p. 373, 378-379.
40. ↑  Lynch & Souza 2021, p. 117.
41. ↑  Santos 2006, p. 466.
42. ↑  Romani 2011b, p. 168.
43. ↑  Lynch & Souza 2012, p. 124-127.
44. ↑  Meirelles 2002, p. 629.
45. 1 2  Assunção 2015, cap. 7.
46. ↑  Meirelles 2002, p. 609.
47. 1 2 3  «1922 a 1924 - A Instituição do Imposto de Renda no Brasil». Receita Federal. 25 de setembro de 2020. Consultado em 13 de julho de 2024
48. ↑  Silva 2015, p. 1.
49. ↑  «Primórdios do Imposto de Renda no Brasil». Receita Federal. 28 de setembro de 2020. Consultado em 13 de julho de 2024
50. 1 2  Silva 2015, p. 2.
51. 1 2  Meirelles 2002, p. 243.
52. ↑  «1925 A 1929 - As Primeiras Reformas». Receita Federal. 28 de setembro de 2020. Consultado em 13 de julho de 2024
53. ↑  Carone 1983, p. 374-375.
54. ↑  Silva 2004, p. 58.
55. 1 2 3  Carone 1983, p. 375.
56. ↑  Galvão 2013, p. 126.
57. ↑  Silva 2004, p. 60-63.
58. ↑  Galvão 2013, p. 171-174.
59. ↑  Galvão 2013, p. 36-38, 62, 150-151.
60. 1 2  Pinheiro et al. 2006, p. 442.
61. ↑  Meirelles 2002, p. 612, 680.
62. ↑  Mesquitta 2015, p. 1.
63. ↑  Cardoso et al. 2006, p. 258-259.
64. 1 2 3  Saretta 1997, p. 227.
65. ↑  Perissinotto 1993, p. 179-180.
66. ↑  Fritsch 1988, p. 70, 80, 83.
67. ↑  Carone 1978, p. 126.
68. 1 2  Fritsch 1988, p. 78-80.
69. ↑  Saretta 1997, p. 226-227.
70. 1 2  Franco & Correa do Lago 2011, p. 44.
71. ↑  Fritsch 1988, p. 82.
72. 1 2  Dulles 1973, p. 280.
73. ↑  Westin, Ricardo (3 de junho de 2019). «Primeira lei da Previdência, de 1923, permitia aposentadoria aos 50 anos». Agência Senado. Consultado em 27 de junho de 2024
74. 1 2  Batalha 2000, p. 60.
75. ↑  Galisi, Juliano (7 de abril de 2024). «Dia do Trabalhador: conheça a história do feriado prestes a completar cem anos de existência no País». Estado de S. Paulo. Consultado em 27 de junho de 2024
76. ↑  Malin 2015, p. 20.
77. ↑  Batalha 2000, p. 59.
78. ↑  Pinheiro et al. 2006, p. 184.
79. ↑  Pinheiro et al. 2006, p. 189-190.
80. ↑  Carone 1983, p. 375-376.
81. ↑  Silva 1971, p. 288.
82. ↑  Muxfeldt & Giorgis 2022, p. 268-269.
83. 1 2  Forno 2017, p. 162.
84. ↑  Silva 2004, p. 75.
85. ↑  Silva 1971, p. 289.
86. ↑  Muxfeldt & Giorgis 2022, p. 268, 273.
87. ↑  Muxfeldt & Giorgis 2022, p. 268.
88. ↑  Silva 1971, p. 290.
89. ↑  Silva 1971, p. 262-263.
90. ↑  Galvão 2013, p. 140-141.
91. ↑  Galvão 2013, p. 37.
92. 1 2  Bethell 2015, p. 7-8.
93. ↑  Santos 2003, p. 90.
94. ↑  Vidigal & Doratioto 2014, cap. 6.3.
95. 1 2  Pinheiro et al. 2006, p. 431.
96. 1 2 3 4 5 6 7  Vidigal & Doratioto 2014, cap. 3.3.
97. 1 2  Carone 1983, p. 380.
98. ↑  Dieppe 2024, p. 91.
99. ↑  Maciel 2021, p. 392-393.
100. ↑  Maciel 2021, p. 397-399.
101. ↑  Dieppe 2024, p. 83.
102. ↑  Maciel 2021, p. 397-398, 404.
103. ↑  Dieppe 2024, p. 105.
104. 1 2 3 4  Carone 1983, p. 379.
105. ↑  Maciel 2021, p. 407.
106. ↑  Meirelles 2002, p. 338, 422.
107. ↑  Dieppe 2017, p. 1-2, 9.
108. ↑  Maciel 2021, p. 393.
109. ↑  Brasil, Decreto  de 31 de outubro de 1923. Regula a liberdade de imprensa e dá outras providencias.
110. ↑  Maciel 2021, p. 395, 407.
111. ↑  Magalhães 1973, p. 173.
112. ↑  Dulles 1973, p. 237-239.
113. ↑  Dieppe 2017, p. 10.
114. ↑  Brasil, Decreto nº 16.276, de 23 de dezembro de 1923. Suspende o estado de sitio.
115. ↑  Silva 2004, p. 66, 72.
116. ↑  Silva 1971, p. 352.
117. ↑  Carone 1983, p. 377-378.
118. ↑  Macaulay 1977, p. 19.
119. ↑  Silva 1971, p. 358.
120. 1 2  Corrêa 1976, p. 58-63.
121. ↑  Corrêa 1976, p. 58.
122. ↑  McCann 2009, p. 342-343.
123. ↑  Silva 2004, p. 107.
124. ↑  Meirelles 2002, p. 48.
125. ↑  Corrêa 1976, p. 64-65.
126. ↑  Antosz 2000, p. 52.
127. ↑  Antosz 2000, p. 104.
128. ↑  Franco & Correa do Lago 2011, p. 45.
129. ↑  Fritsch 1988, p. 85-86.
130. ↑  Fritsch 1988, p. 86.
131. ↑  Fritsch 1988, p. 83-85.
132. ↑  Fritsch 1988, p. 87.
133. ↑  Travassos, Souza & Silva 2013, p. 154.
134. 1 2 3 4 5  Carone 1983, p. 381.
135. 1 2  Cunha 2011, p. 124.
136. ↑  Pang 1979, p. 168.
137. ↑  Pang 1979, p. 170-171.
138. ↑  Pang 1979, p. 172-174.
139. ↑  Cascardo 2005, p. 266-270.
140. ↑  Pang 1979, p. 173.
141. ↑  Viscardi 2019, p. 288-289.
142. ↑  Cascardo 2005, p. 270.
143. ↑  Galvão 2013, p. 21, 181-182.
144. ↑  Pang 1979, p. 166-167.
145. ↑  Azzi 1977, p. 85-86.
146. ↑  Monteiro 1997, p. 38.
147. ↑  Azzi 1977, p. 88.
148. ↑  Azzi 1977, p. 87-89.
149. ↑  Fritsch 1988, p. 90-91, 96-97.
150. ↑  Monteiro 1997, p. 69-71.
151. ↑  Meirelles 2002, p. 240-243.
152. 1 2  Saretta 1997, p. 228.
153. ↑  Fritsch 1988, p. 89-90, 92.
154. ↑  Fritsch 1988, p. 96.
155. ↑  Fritsch 1988, p. 99.
156. ↑  Ribeiro 1967, p. 80.
157. ↑  Monteiro 1997, p. 69.
158. ↑  Fritsch 1988, p. 100.
159. ↑  Franco & Correa do Lago 2011, p. 45-46.
160. 1 2  Monteiro 1997, p. 70.
161. ↑  Corrêa 1976, p. 114-115.
162. ↑  Corrêa 1976, p. 78-79, 116, 119.
163. ↑  Meirelles 2002, p. 128.
164. ↑  Lopes, Marcus (11 de agosto de 2019). «Há 95 anos, bombas caíam sobre São Paulo e arrasavam a cidade». BBC News Brasil. Cópia arquivada em 6 de novembro de 2019
165. ↑  Macaulay 1977, p. 22.
166. ↑  Corrêa 1976, p. 114-118.
167. ↑  Meirelles 2002, p. 97.
168. ↑  Macaulay 1977, p. 24.
169. ↑  Malin 2015, p. 16.
170. ↑  Pinheiro et al. 2006, p. 440-441.
171. ↑  Cunha 2011, p. 117.
172. ↑  Carone 1983, p. 386.
173. ↑  McCann 2009, p. 348-349.
174. ↑  Meirelles 2002, p. 73-74.
175. ↑  Muxfeldt & Giorgis 2022, p. 282.
176. ↑  Forno 2017, p. 164.
177. ↑  Assunção 2015, Breve contexto histórico e político de 1924 e os antecedentes do movimento.
178. ↑  Silva 2004, p. 118.
179. ↑  Carone 1983, p. 386-387.
180. ↑  Monteiro 1997, p. 67.
181. ↑  Pereira 2021, p. 399.
182. ↑  Carone 1983, p. 387-389.
183. ↑  Pereira 2021, p. 323-324.
184. ↑  Maynard 2008, p. 38, 93-94.
185. ↑  McCann 2009, p. 350-351.
186. ↑  Pereira 2021, p. 321, 348, 376.
187. ↑  Pereira 2021, p. 399-412.
188. ↑  Aragão 2011, p. 132, 343.
189. ↑  Meirelles 2002, p. 101.
190. 1 2  Macaulay 1977, p. 49.
191. ↑  Romani 2011b, p. 168, 170-172.
192. ↑  Meirelles 2002, p. 103.
193. ↑  Dulles 1973, p. 242.
194. 1 2  McCann 2009, p. 353.
195. ↑  Aragão 2011, p. 120.
196. ↑  Meirelles 2002, p. 286.
197. ↑  Meirelles 2002, p. 238-239.
198. ↑  Meirelles 2002, p. 249-252.
199. ↑  Carone 1983, p. 394.
200. ↑  Meirelles 2002, p. 239-240.
201. ↑  Carone 1983, p. 389-390.
202. ↑  Muxfeldt & Giorgis 2022, p. 293-294.
203. ↑  Alves 2014, p. 20.
204. ↑  Muxfeldt & Giorgis 2022, p. 285.
205. ↑  Heller 2006, p. 92.
206. ↑  Meirelles 2002, p. 285-289.
207. ↑  Fritsch 1988, p. 103.
208. ↑  Carone 1983, p. 392.
209. ↑  Lynch 2014, p. 158.
210. ↑  Boaventura 2015, p. 193.
211. 1 2  Cattarulla 2020, p. 25.
212. ↑  Cattarulla 2020, p. 23-24.
213. 1 2 3 4  Meirelles 2002, p. 311-312.
214. ↑  Boaventura 2015, p. 189-190.
215. ↑  Boaventura 2015, p. 196.
216. ↑  Dulles 1973, p. 281.
217. ↑  Campos 2019, p. 40.
218. ↑  Campos 2019, p. 12-13, 39-40.
219. ↑  Saretta 1997, p. 229.
220. ↑  Fritsch 1988, p. 107.
221. ↑  Monteiro 1997, p. 71.
222. ↑  Viscardi 2019, p. 291.
223. ↑  Fritsch 1988, p. 106.
224. ↑  Magalhães 1973, p. 182.
225. ↑  Cardoso et al. 2006, p. 105.
226. ↑  Viscardi 2019, p. 293-294.
227. ↑  Fritsch 1988, p. 107-108.
228. ↑  Fritsch 1988, p. 101-105.
229. ↑  Perissinotto 1993, p. 178-180.
230. ↑  Fritsch 1988, p. 103-106.
231. 1 2 3 4  Franco & Correa do Lago 2011, p. 46.
232. 1 2  Fritsch 1988, p. 110.
233. ↑  Magalhães 1973, p. 183.
234. 1 2  Silva 2004, p. 151.
235. ↑  Viscardi 2019, p. 293.
236. ↑  Cardoso et al. 2006, p. 263-266.
237. ↑  Viscardi 2019, p. 291-292.
238. 1 2  Arce 2007, p. 10.
239. ↑  Souza 2017, p. 293-294, 298-299.
240. ↑  Camargo, Angélica Ricci; Gabler, Louise (março de 2022). «Departamento Nacional do Ensino». Arquivo Nacional, Dicionário Primeira República. Consultado em 7 de junho de 2024
241. ↑  Bomeny 2015, p. 8-9.
242. ↑  Santiago 2013, p. 122-124.
243. ↑  Pang 1979, p. 182-186.
244. ↑  Brasil, Decreto nº 16.765, de 1 de janeiro de 1925. Declara em estado de sitio o Districto Federal e os Estados de S. Paulo, Mato Grosso, Rio de Janeiro, Paraná, Santa Catharina e Rio Grande do Sul.
245. ↑  Brasil, Decreto nº 16.767, de 2 de janeiro de 1925. Estende aos Estados de Sergipe, Pará e Amazonas o estado sitio, decretado pelo decreto n. 16.765, de 1 de janeiro de 1925.
246. ↑  Brasil, Decreto nº 16.816, de 21 de fevereiro de 1925. Estende ao Estado da Bahia o estado de sitio decretado pelo decreto n. 16.765, de 1 de janeiro do corrente anno.
247. ↑  Gasparetto 2018, p. 264.
248. ↑  Gasparetto 2018, p. 275.
249. ↑  Carone 1983, p. 392-393.
250. ↑  Meirelles 2002, p. 442.
251. ↑  Heller 2006, p. 153.
252. ↑  Heller 2006, p. 155.
253. ↑  Diacon 1998, p. 426.
254. ↑  Meirelles 2002, p. 332.
255. ↑  Macaulay 1977, p. 89-93.
256. ↑  Meirelles 2002, p. 369-370.
257. ↑  Macaulay 1977, p. 102.
258. ↑  Xavier 2016, p. 195.
259. ↑  Diacon 1998, p. 410, 415.
260. ↑  Macaulay 1977, p. 123.
261. ↑  Macaulay 1977, p. 137-138, 155.
262. ↑  Macaulay 1977, p. 171-172.
263. ↑  Macaulay 1977, p. 174-180.
264. ↑  Meirelles 2002, p. 456.
265. ↑  Carone 1983, p. 398, 401.
266. ↑  Alves 2014, p. 21.
267. ↑  Macaulay 1977, p. 93.
268. ↑  McCann 2009, p. 353-355.
269. ↑  Diacon 1998, p. 410.
270. ↑  Diacon 1998, p. 433-436.
271. ↑  Meirelles 2002, p. 371.
272. ↑  Macaulay 1977, p. 111.
273. ↑  Meirelles 2002, p. 654.
274. ↑  Cunha 2011, p. 151-152.
275. 1 2  Carone 1983, p. 399.
276. ↑  Carone 1983, p. 395.
277. ↑  Meirelles 2002, p. 448-450.
278. ↑  Xavier 2016.
279. ↑  Macaulay 1977, p. 207.
280. ↑  Macaulay 1977, p. 193-195.
281. ↑  Maynard 2008, p. 10.
282. ↑  Macaulay 1977, p. 187-188.
283. ↑  Pang 1979, p. 186-187.
284. ↑  Souza 2017, p. 279.
285. ↑  Macaulay 1977, p. 186.
286. ↑  Mello 1974, p. 93.
287. ↑  Mello 1974, p. 87.
288. 1 2  Macaulay 1977, p. 204.
289. ↑  Blanc 2024, p. 55-56.
290. ↑  Blanc 2024, p. 108-109.
291. ↑  Meirelles 2002, p. 509.
292. ↑  Diacon 1998, p. 435.
293. ↑  Macaulay 1977, p. 214-215.
294. ↑  Macaulay 1977, p. 219-220.
295. ↑  Meirelles 2002, p. 519-523.
296. ↑  Meirelles 2002, p. 519.
297. ↑  Meirelles 2002, p. 524.
298. 1 2 3  Bretas 1997, p. 33.
299. 1 2  Gasparetto 2018, p. 265.
300. ↑  Cunha 2011, p. 156.
301. ↑  McCann 2009, p. 319.
302. ↑  Malin 2015, p. 21-22.
303. ↑  Santos 2003, p. 96-99.
304. 1 2  Campos 2019, p. 205.
305. ↑  Santos 2003, p. 104.
306. 1 2  Santos 2003, p. 106.
307. ↑  Campos 2019, p. 203-206.
308. ↑  Magalhães 1973, p. 197.
309. ↑  Saretta 1997, p. 230.
310. ↑  Fritsch 1988, p. 111-113.
311. ↑  Fritsch 1988, p. 113.
312. ↑  Fritsch 1988, p. 115, 117.
313. ↑  Magalhães 1973, p. 184.
314. ↑  Souza 2017, p. 267.
315. ↑  «Fábrica centenária continua fechada». Tribuna do Sertão. 5 de junho de 2016. Consultado em 16 de julho de 2024
316. ↑  Souza 2017, p. 259-260.
317. ↑  Magalhães 1973, p. 187.
318. ↑  Souza 2017, p. 269.
319. ↑  Magalhães 1973, p. 188.
320. ↑  Souza 2017, p. 270-271.
321. ↑  «Em foco: PIB dos presidentes do Brasil». Acervo O Globo. Cópia arquivada em 2 de fevereiro de 2023
322. ↑  Fritsch 1988, p. 192-193.
323. ↑  Fritsch 1988, p. 188.
324. ↑  Fritsch 1988, p. 176.
325. ↑  Castro & Santos 2021, p. 121.
326. ↑  Ribeiro 1967, p. 67-68.
327. ↑  Meirelles 2002, p. 424.
328. ↑  Souza 2017, p. 302.
329. ↑  Silva 2004, p. 146.
330. ↑  Ribeiro 1967, p. 69.
331. ↑  Ribeiro 1967, p. 81.
332. ↑  Ribeiro 1967, p. 93-94.
333. ↑  Ribeiro 1967, p. 94-95.
334. ↑  Calmon 1939, p. 334.
335. ↑  Ribeiro 1967, p. 74-75.
336. ↑  Ribeiro 1967, p. 113-114.
337. ↑  Ribeiro 1967, p. 101, 114.
338. ↑  Ribeiro 1967, p. 104-105.
339. ↑  Ribeiro 1967, p. 91-92.
340. ↑  Silva 2004, p. 147.
341. ↑  Ribeiro 1967, p. 112-113.
342. ↑  Castro & Santos 2021, p. 122-123, 137.
343. ↑  Ribeiro 1967, p. 105.
344. ↑  Ribeiro 1967, p. 106.
345. 1 2  Ribeiro 1967, p. 108.
346. 1 2  Ribeiro 1967, p. 113.
347. ↑  Malin 2015, p. 21.
348. ↑  Carone 1978, p. 292.
349. ↑  Ribeiro 1967, p. 92.
350. ↑  Lynch 2014, p. 154.
351. ↑  Souza 2017, p. 290.
352. ↑  Silva 2004, p. 146-148.
353. ↑  Meirelles 2002, p. 16, 572.
354. ↑  Calmon 1939, p. 334-335.
355. 1 2 3  Calmon 1939, p. 336.
356. ↑  Viscardi 2019, p. 62.
357. ↑  Viscardi 2019, p. 296-297.
358. 1 2  Carone 1983, p. 401.
359. ↑  Malin 2015, p. 22.
360. ↑  Viscardi 2019, p. 65.
361. ↑  Blanc 2024, p. 114-118.
362. ↑  Macaulay 1977, p. 222-223.
363. ↑  Carone 1983, p. 400.
364. ↑  Peixoto 2017, p. 1118.
365. ↑  Carone 1983, p. 404-405.
366. ↑  Meirelles 2002, p. 629, 635-636.